# Historia de Madonna en el arte

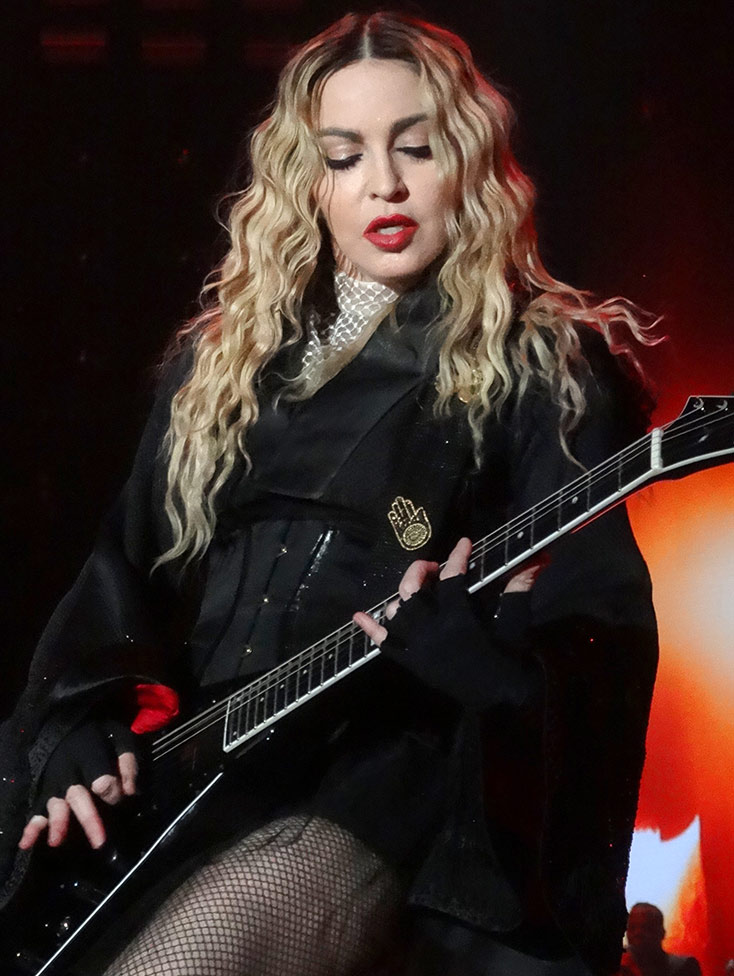
Madonna en el Rebel Heart Tour, interpretando «Burning Up». La portada del sencillo es obra de su amigo Martin Burgoyne, un artista plástico.

La historia de la artista estadounidense Madonna en el arte es amplia, donde se le puede dividir en varias facetas: como creadora artística, inspiración para otros pintores, como coleccionista o más tarde, como patrocinadora ocasional de exhibiciones y por apoyar a artistas desconocidos entre otras actividades. Si bien es un tema casi imperceptible en comparación a sus otros logros y actividades, muchos autores han notado su presencia e influencia en el mundo de las bellas artes de las eras contemporánea y moderna, siendo además un tema bien documentado como parte de los estudios académico-científicos sobre su figura. 
Desde muy pequeña tuvo fascinación por las artes, inspiración que utilizaría durante toda su trayectoria artística. Con la intención original de establecer una carrera en la danza contemporánea, Madonna se mudó a la ciudad de Nueva York a finales de la década de 1970, y mientras forjaba su camino como músico más adelante, a inicios de los años 1980, mantuvo relaciones labores y estrecha amistad con varios pintores y artistas, como Andy Warhol y especialmente grafiteros como lo fueron Keith Haring, Martin Burgoyne y Jean-Michel Basquiat; con quien mantuvo un breve romance con este último. Desde entonces, sus apariciones y actividades en la escena del arte serían algo recurrente. Muchos autores notaron que esto le brindó una nueva dimensión a su vida y obra profesional.
Como coleccionista, posee cerca de 300 piezas de pintores, artistas y fotógrafos de varias partes del mundo, cuyo valor en conjunto alcanza al menos los 100 millones de dólares. El interés de la cantante se suscribe mayormente en artistas de obras modernistas y contemporáneas. Muchos especialistas la catalogan como una compradora blue chip, y la propia cantante mencionó que su colección no es solo una inversión, ni es solo para decoración, sino que también lo hace para tomar inspiración. Ha prestado varias de estas obras en más de alguna ocasión a algunos museos y también ha donado parte de su colección para causas benéficas, como en el Tears of a Clown que llevó a cabo el 2016 en el Art Basel para su fundación Raising Malawi. Entre 1995 y 1997, patrocinó y donó dinero a las exhibiciones del trabajo de Tina Modotti y Cindy Sherman respectivamente.
En 2013, motivada en apoyar al fanart y a artistas desconocidos, dio inicio al proyecto Art for Freedom acompañado del cortometraje secretprojectrevolution. En 2015, durante la era del disco Rebel Heart, convocó un concurso donde invitó a sus fanáticos-artistas de todo el mundo a crear sus propias pinturas, retratos e interpretaciones artísticas sobre ella. Varias de estas imágenes fueron proyectadas luego en los clips de fondo del Rebel Heart Tour. La elaboración de la portada del sencillo «Superstar» del álbum MDNA, es obra de una artista escogida por ella y su director de arte, Giovanni Bianco a través de un concurso que promovió en las redes sociales en 2012. 
Diversos historiadores y críticos de arte han encumbrado a Madonna como un personaje pionero entre la transición y nexo de la música pop con el arte, a veces también llamado arte pop. Los comentaristas también notaron que la cantante ha trabajado para acercar el arte a la corriente popular y llevarlo a las calles. Su posición fue descrita por los autores de la Enciclopedia Gay de la siguiente manera: «Ninguna artista ha hecho tanto por empujar las fronteras de la música pop hacia el mundo del arte, ninguna ha sido tan irreverente con las reglas que supuestamente la regulaban, ninguna ha abrevado tanto». No obstante, es algo que le ha generado ciertas críticas, especialmente por su constante apropiación del arte religioso, así como el mecenazgo y la «libertad artística» que se le ha permitido o bien, que ella ha abusado. También ha sido criticada por el supuesto uso del arte con fin comercial.
En 2009, varios críticos de arte, cine y cultura, como Daniel Molina, Graciela Speranza y Alicia de Arteaga la nombraron como la «última artista universal» de la «última revolución del arte» que se ha tenido desde la revolución industrial, pues según el panel: «Ella es una expresión multimedia que condensa la moda, la danza, la fotografía, la escultura, la música, el video y la pintura». Los medios también la han llamado de forma constante como la «Reina de la Creatividad». Su legado se expande en el beneficio comercial que ha generado para los pintores a quienes les ha comprado sus obras o bien que ha usado como inspiración en su propio trabajo. Principalmente en Frida Kahlo, quién gracias a Madonna, su arte y figura ha proliferado en muchas partes del mundo desde la década de 1980 y se ha convertido de esta manera en un ícono de la cultura popular. La intérprete es también una figura clave al éxito de taquilla que experimentó la Tate Modern desde su inauguración y la atención internacional que obtuvo el premio Turner desde la década del 2000. 
Su trabajo artístico es considerado como obras de arte en sí misma, especialmente sus videoclips y sus presentaciones en directo descritas como «verdaderas tableau vivants». El profesor John R. May llamó a Madonna una contemporánea «gesamtkunstwerk» (traducible como «obra de arte total») y la revista Focus también escribió que es y sigue siendo una «gesamtkunstwerk». La propia artista dijo de sí misma: «Soy mi propio experimento. Mi propia obra de arte». Su semejanza ha sido exhibida en museos de arte y ha inspirado muchas obras de arte alrededor del mundo, entre los que destaca el pintor Alberto Gironella, quien en sus últimos años de vida, dedicó su obra casi en su totalidad sobre la cantante. La llamó «la última surrealista» y la puso a la par de Buñuel, Bretón, Lowry y Joyce . El artista bélico escocés Peter Howson, generó controversias pero también ganó notoriedad al pintarla en al menos, 10 obras.

## Historia de Madonna en el arte

### Trasfondo

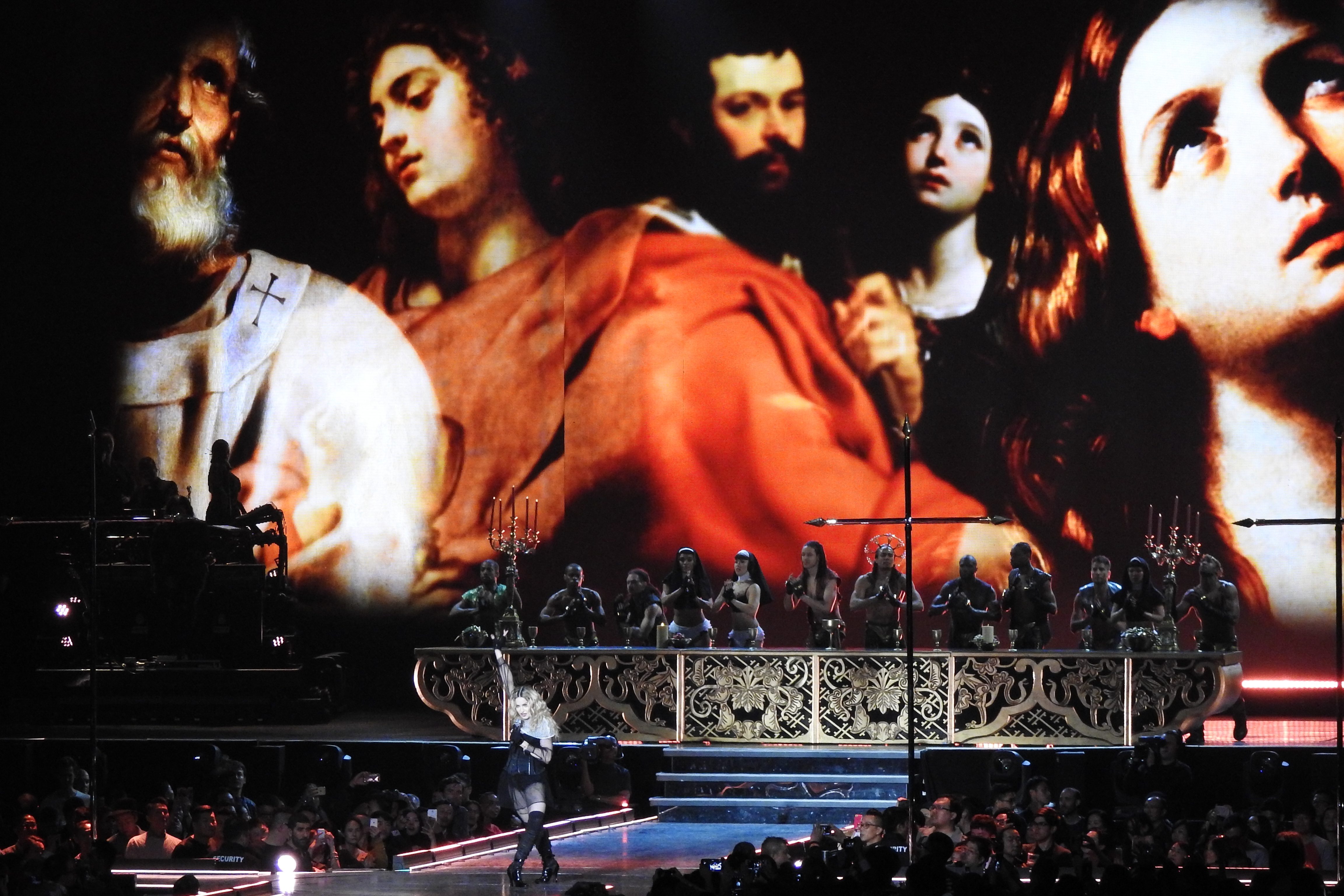
Madonna en el Rebel Heart Tour, con varias figuras religiosas de fondo. El arte sacro-católico es un elemento considerado por ella como una influencia.

Madonna comentó en una entrevista con el crítico fotográfico Vince Aletti, que su interés por el arte comenzó cuando era niña ya que varios miembros de su familia podían pintar y dibujar; aunque ella no. De esto mencionó: «[...] así que estuve viviendo indirectamente a través de ellos». Su padre jugó un papel importante en su vocación artística, pues obligó a sus hijos a tomar clases de disciplinas relacionadas al arte. En su caso, le tocó practicar el piano. Sin embargo, era algo que no le atraía y lo que realmente le interesaba era la danza. Al ver que tenía buenas calificaciones escolares, su padre aceptó que estudiara y practicara danza. Tras esto, conoció a Christopher Flynn, instructor de baile en Míchigan, quién además de convertirse en su profesor, sería un gran amigo. Flynn la animó a interesarse en las artes. Juntos iban de paseos por discotecas gay, conciertos y galerías de arte por la ciudad de Detroit. En una ocasión el instructor comentó: «Madonna era una página en blanco, créeme, y quería desesperadamente que la llenáramos».
La educación católica que recibió en su niñez también jugó un factor importante. En la entrevista que tuvo con Aletti mencionó que si uno va a las iglesias católicas se puede observar que hay arte en todas partes, «por lo que te introduces de esa manera, desde el punto de vista del éxtasis religioso». En el libro Art and Celebrity (2003), el crítico de arte John A. Walker escribió que a pesar de haber asistido al Instituto de Artes de Detroit motivada por conocer más sobre Diego Rivera y Frida Kahlo , las artes que más atrajeron a la cantante durante el colegio y la secundaria, fueron la danza, drama y el jazz. La propia artista dijo: «Estoy realmente interesada en dos cosas en el arte. Uno es el sufrimiento y lo otro es la ironía; un cierto sentido de humor extraño».
Cuando asistió al Instituto de Artes de Detroit, conoció sobre los pintores Diego Rivera y Frida Kahlo de quien rápidamente comenzó a leer sobre ella. De esta manera empezó a leer más y más sobre los propios artistas y los nombres seguían apareciendo; descubrió a Tina Modotti, luego estaba Edward Weston: «Una persona siempre lleva a otra persona» a la vez mencionaba que «si te gusta Picasso y quieres averiguar sobre él y toda esa área del arte y la cultura europea, entonces comienzas a leer sobre Man Ray y André Breton; y de repente estás en ese mundo entero y comienzas a tener intereses en otras personas. Es como 'una enfermedad'», señaló. La idea de estar en contacto con todos esos artistas es, para ella, «fabulosa».

### Traslado a la ciudad de Nueva York
Con el propósito de establecer una carrera en la danza moderna, Madonna se mudó a la ciudad de Nueva York, a finales de los años 1970. Tras llegar, ir a los museos se convirtió en una forma de entretenimiento, pues las entradas eran gratis y ella aun era de escasos recursos. Se describió así misma como una «bailarina pobre». Para ganar un poco de dinero, posó desnuda para estudiantes de bellas artes, con el fin de pagar la renta de su apartamento y las clases de fotografía, pintura y dibujo. En una entrevista con Michael Gross de la revista Vanity Fair, le mencionó que trabajaba solamente cuatro horas al día y recibía diez dólares la hora. Esto le permitió según ella, tener contactos con varios fotógrafos de arte y pintores: «La gente me pintaba todo el tiempo», destacó de estos encuentros. Algunas de las fotos fueron tomadas por Martin Schreiber en la Parsons The New School for Design, y también por Lee Friedlander. Las fotografías que ambos tomaron serían luego presentadas a todo el mundo en 1985 en las revistas para adulto, Playboy y Penthouse cuando Madonna había alcanzado la fama mundial. Años más tarde, las han exhibido en múltiples museos y galerías. También se ha publicado un libro y varias copias han sido subastadas en Sotheby's, en el caso del trabajo de Lee.
Durante esta época, Madonna pintaba con grafitis el sobrenombre «Boy Toy» en las paredes de las calles, muros, subterráneos y aceras. También fue el apodo que le habían puesto por sus coqueteos con hombres en la ciudad. La bloguera Genna Rivieccio mencionó que la comprensión por parte de la cantante, no solo del temperamento artístico sino de lo que realmente hace al arte «bueno», se fundó durante estos primeros años, tiempo dedicado entre la arena y suciedad. Otro autor destacó que mucho antes del debate reciente en torno a si el grafiti es arte o no, Madonna y compañía ya sabían la respuesta. Más tarde, convertida ya en una cantante, utilizó la frase «Boy Toy» en un cinturón y también fue el nombre dado a una de sus empresas.
Malina Bickford de la revista Vice destacó que, «la historia de los orígenes de Madonna como artista es tan importante como la música en sí misma para comprender el impacto que ha tenido en llevar el underground a la corriente principal». Destacó sus comienzos en el club Danceteria, mismo que asociamos hoy día con ella, pero que sirvió durante su existencia, como el desembarque para una actividad artística «increíblemente diversa» de artistas, pintores e íconos culturales en esa época. La escritora uruguaya, Natalia Mardero también notó sus comienzos artísticos, donde «el under neoyorkino estaba en plena efervescencia». Para el crítico de arte, John Walker, ella se involucró como artista durante la era del posmodernismo o el pluralismo cultural. Robert White de la sección de arte para la BBC Online, puntualizó que si bien es fácil de olvidar este período de transición en la vida y carrera de la cantante, esta época en la que ella vivió se convirtió posiblemente en «uno de los períodos más creativos de la historia cultural de la ciudad». También notó que en esta era, tomaron mucho protagonismo los aerosoles y en los clubes, galerías, bares y habitaciones, los límites del arte entre la alta y baja cultura comenzaron a ser desafiados y explorados.

### Formación y desarrollo a través de relaciones personales
Desde su trasladó a la ciudad de Nueva York a finales de 1970, forjó muchas amistades con grafiteros, pintores y artistas visuales. En 1979, por ejemplo, conoció y mantuvo un breve romance con Norris Burroughs, un artista del grafiti. En el club Dancenteria conoció a otro artista del gratifi, Leonard Hilton McGurr, más conocido como «Futura 2000» y con quién posiblemente tuvo un romance; si bien, nunca ha sido confirmado o negado. Con William Burroughs se conocieron tras frecuentar el club The Limelight. y a Fab Five Freddy, en el club Paradise Garage.
Martin Burgoyne, especialista en artes plásticas, se convirtió en su compañero de cuarto en el Lower East Side y en su mejor amigo. También se hizo amiga de Keith Haring, a quien conoció gracias a un compañero de cuarto; si bien ya había visto antes sus obras en el metro, calles y edificios. Mencionó que con Keith salían juntos por clubes como Danceteria, Mudd Club y The Roxy. En este periodo conoció y mantuvo una breve relación con Jean-Michel Basquiat, mismo que le presentó a Andy Warhol, y al marchante de arte, Larry Gagosian en 1983. Jean-Michel le dijo a Gagosian: «Mi novia viene a quedarse conmigo [...]; Su nombre es Madonna y ella va a ser 'grande'».
En una entrevista con David Blaine en 2014, para Interview, mencionó que Haring, Burgoyne, Basquiat y ella, salían de paseo por la ciudad, y a veces se les unía Warhol, si bien Andy no hablaba mucho. Eran muy unidos, y en vida, ellos apoyaron sus conciertos, mientras ella también apoyó sus obras. A propósito, dijo que tanto Burgoyne, Haring y Basquiat estaban «increíblemente conectados a su trabajo» y los consideró como personas muy generosas, atributos que le sorprendieron. En la entrevista que tuvo en 2009 con Austin Scaggs para la revista Rolling Stone, mencionó sobre la primera vez que se escuchó en la radio, donde dijo que en vez de llamar a su papá —de quién suponía no ibar quedar muy impresionado— fue a celebrarlo con Futura 2000, Keith, Basquiat y Andy. Unos años más tarde, Madonna y Sean Penn contrajeron matrimonio e invitaron a Haring y Warhol a la boda. Los artistas le regalaron cuatro obras a la pareja; una de ellas es una serigrafía creada por Warhol donde imita una portada de Madonna en el New York Post y otra donde aparecen ella y Penn con un corazón sobre sus rostros dibujado por Haring. En 2015, escribió e incluyó el tema «Graffiti Heart» en el álbum Rebel Heart, dedicado a estos artistas y amigos, de quién posee al menos una obra de cada uno de ellos.

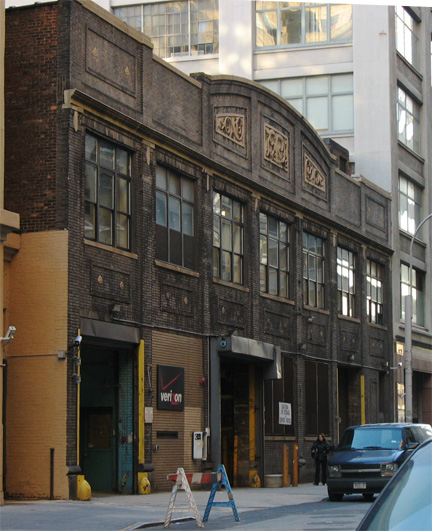
El Paradise Garage fue uno de los clubes frecuentados por Madonna donde compartió con varios grafiteros y artistas en los años de 1980.

Respecto a su relación con Basquiat, si bien fue breve, siempre ha sido objeto de especulaciones por parte de los medios en palabras de Marissa G. Muller para la revista W, quién también mencionó, que de todas las uniones entre celebridades, la de Madonna y Jean-Michel Basquiat «probablemente se encontrarían entre las diez principales». Julieta Sanguino de Cultura Colectiva también notó este punto y dijo que nadie tiene mucha idea de cómo ambos comenzaron su relación, aunque bien, señala que fue en 1982; no obstante otros biógrafos como Andrew Morton han señalado que fue en el año 1983. Para Sanguino y otros autores, fue Basquiat quien la introdujo en los círculos artísticos de Nueva York y se convirtió de esta manera en una «musa posmoderna». El crítico de arte John Walker, escribió que el romance fue breve porque el estilo de vida de ambos eran «incompatibles»; él era drogadicto y abusaba del alcohol, comía comida chatarra y se levantaba tarde, mientras ella, era madrugadora, comía sanamente, hacía ejercicio y se abstenía en consumir drogas y temía del sexo sin protección. Estos factores hicieron que la artista terminara la relación aunque bien, provocó que un Basquiat molesto, le exigiera a Madonna que le devolviese varias pinturas de su obra que le había regalado. En entrevistas posteriores, la propia cantante dijo que estos trabajos fueron pintados de negro por él, aunque bien su hermano Christopher Ciccone, escribió que aun conserva dos cuadros.
En referencia a su relación con Andy Warhol, Rodrigo Fresán notó que Madonna ocupa demasiadas páginas en el The Andy Warhol Diaries, donde el artista no duda en «canonizarla» y en comparar los helicópteros volando sobre su boda con Penn con los del filme Apocalypse Now. El evento matrimonial fue descrito por el artista como «el fin de semana más emocionante de mi vida». Andy también fungió como jurado en un concurso patrocinado por Macy's sobre el fenómeno «Madonna wannabe», donde jóvenes adolescentes vestían igual a la artista.
Según el escritor Francesco Falconi, el hermano de la cantante, Christopher Ciccone, ha sido de ella su director artístico, el decorador de sus casas o el intermediario para sus colecciones de arte. Por ejemplo, ella le permitió control artístico para diseñar el escenario de su gira Blond Ambition World Tour en 1990 y para el diseño interior de su casa en California y su apartamento en Nueva York, inspirado en el art déco, de quien Deborah Gimelson de Architectural Digest consideró como un «artista por derecho propio y autodidacta en el área de diseño de interiores». Madonna también ha inculcado el arte a sus hijos, por ejemplo, Lourdes León, se volvió devota de Picasso gracias a que puede contemplar sus obras en directo. Destacó que uno de sus hijos estaba tomando clases con JR.
Madonna conoció a Darlene Lutz en 1981, gracias al escritor de cultura y arte, Glenn O'Brien. Ella solía trabajar con la estilista Maripol y era en aquel entonces, una estudiante de la historia del arte que como Madonna, se había recién trasladado a Nueva York. Pronto, Lutz se convirtió en su asesora de arte oficial desde al menos 1983 al 2004. La relación empezó a deteriorarse a principios de la década de 2000, cuando, según Lutz, tuvieron una disputa al intentar vender unas pinturas del siglo XIX en nombre de Madonna, valoradas colectivamente en alrededor de 500 000 dólares. No obstante, la cantante cambió de opinión luego de que las obras fueran entregadas al comprador; «ella quería que le devolvieran las pinturas y le dije que no. El acuerdo ya estaba hecho» recalcó la asesora. Madonna presentó una demanda en 2004, por el cual Darlene pagaría a la artista una cantidad concreta de dinero, a cambio de que la intérprete liberara cualquier reclamación «por razón de cualquier evento, transacción, otra relación o cualquier otra causa». Como resultado, Lutz puso a subasta varias objetos de la cantante por un fallo a su favor que un juez le concedió en 2018. Darlene comentó en una entrevista con Art News en 2019: «¿Por qué no debería poder ganar dinero con esto?. ¿Cuándo se convirtió en pecado ganar dinero?». Dijo además que si bien, Madonna cambió la cultura, no lo hizo sola. Ya que ella le ayudó a convertirse en un ícono de la cultura popular, le presentó el trabajo de Frida Kahlo y le ayudó a colectar más de 200 obras a lo largo de más de 20 años.
Con el pasar de los años, también mantendría amistad y colaborado con otros artistas, como el caso de Cindy Sherman, a quien conoció tras presentar una exhibición sobre ella en el MoMA durante el año 1997. Si bien, la cantante mencionó que por extraño que parezca, «no es propietaria de ninguna de sus obras». El ensayista y crítico de arte Hilton Kramer, destacó de este encuentro: «En cuanto a su relación, creo que ambas se merecen mutuamente. Esto es basura que subvenciona la basura; el tipo de arte ficticio en el que te vistes con varios disfraces y accesorios». Es también amiga del ilusionista, performance y artista visual David Blaine. La intérprete le concedió una entrevista en 2014 para la revista Interview donde hablaron de varios temas incluido el arte. Blaine le mencionó: «Fui contigo a un museo y te quedaste con la muestra entera de Edward Hopper para ti. Recuerdo que estabas anotando ideas mientras mirabas las obras». También se hizo amiga o compartió con varios artistas de quienes se hizo propietaria de al menos una obra, como los casos de Peter Howson o Marilyn Minter. Usó como clip de fondo para la apertura de unas de sus canciones en el Sticky & Sweet Tour (2008-09), el trabajo visual Green Pink Caviar de Minter. También posee una amistad con el artista chino Ai Weiwei.

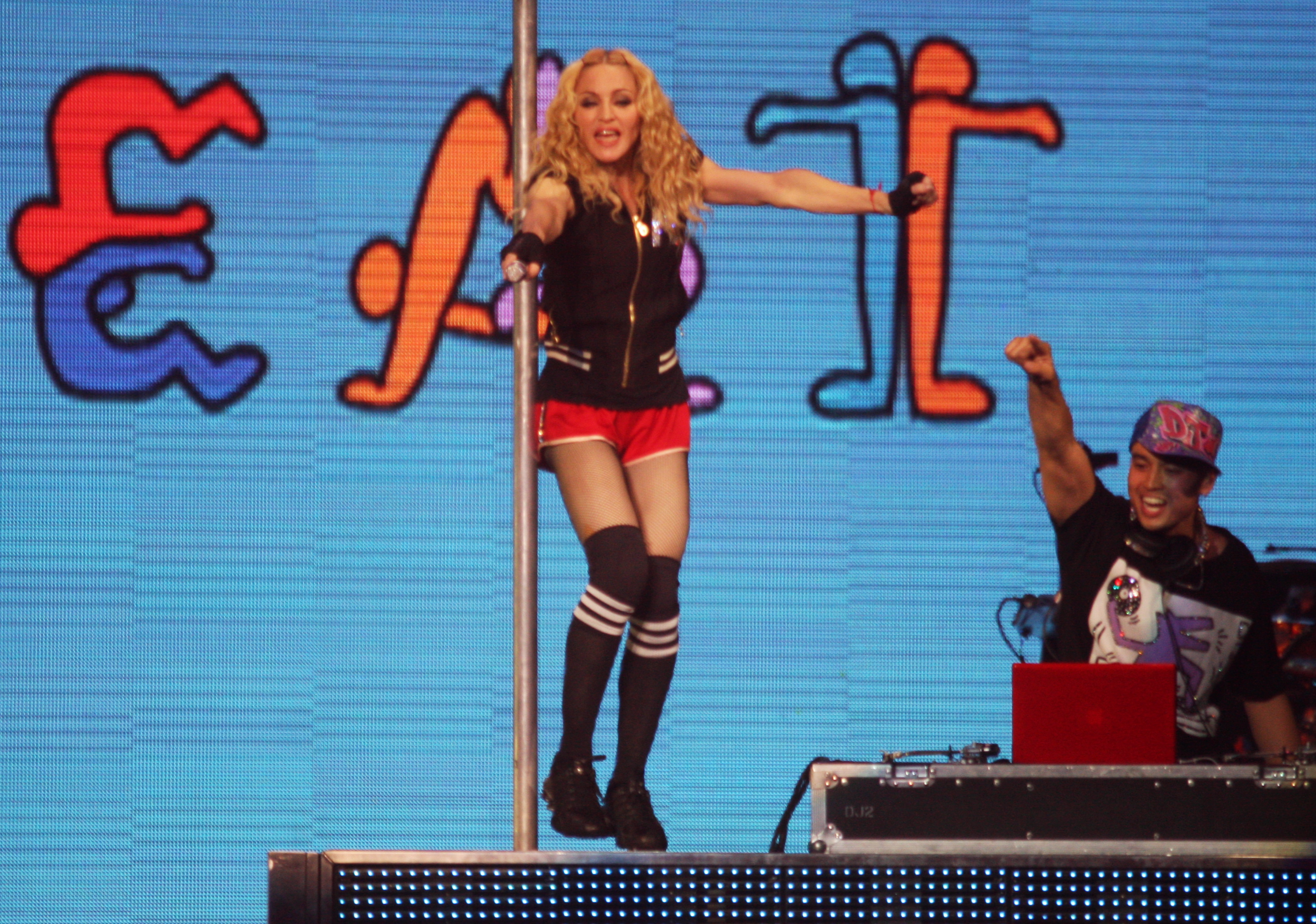
Madonna durante el Sticky & Sweet Tour. De fondo, se pueden apreciar figuras inspiradas en su amigo Keith Haring.
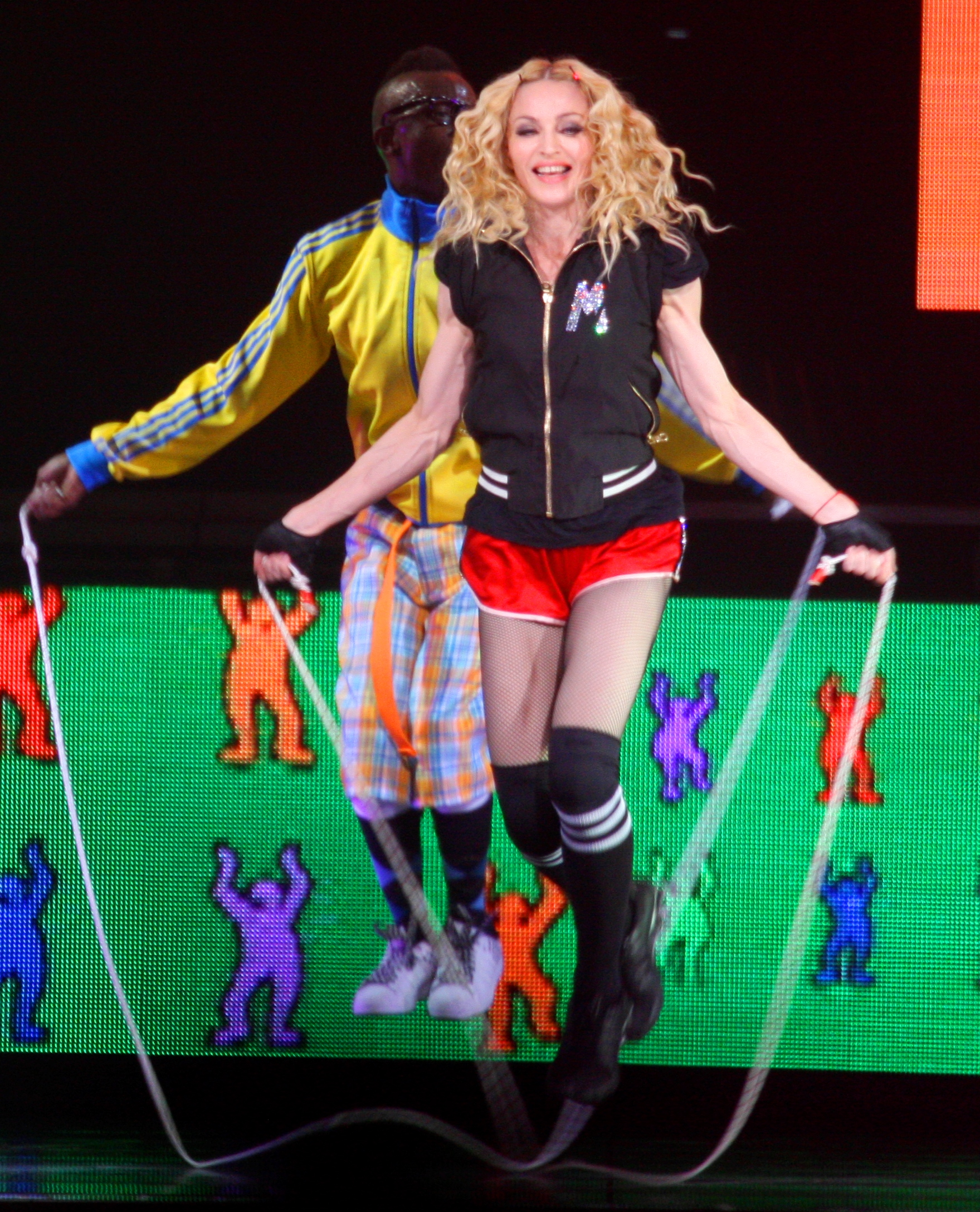
Otra perspectiva del concierto con las imágenes de fondo.
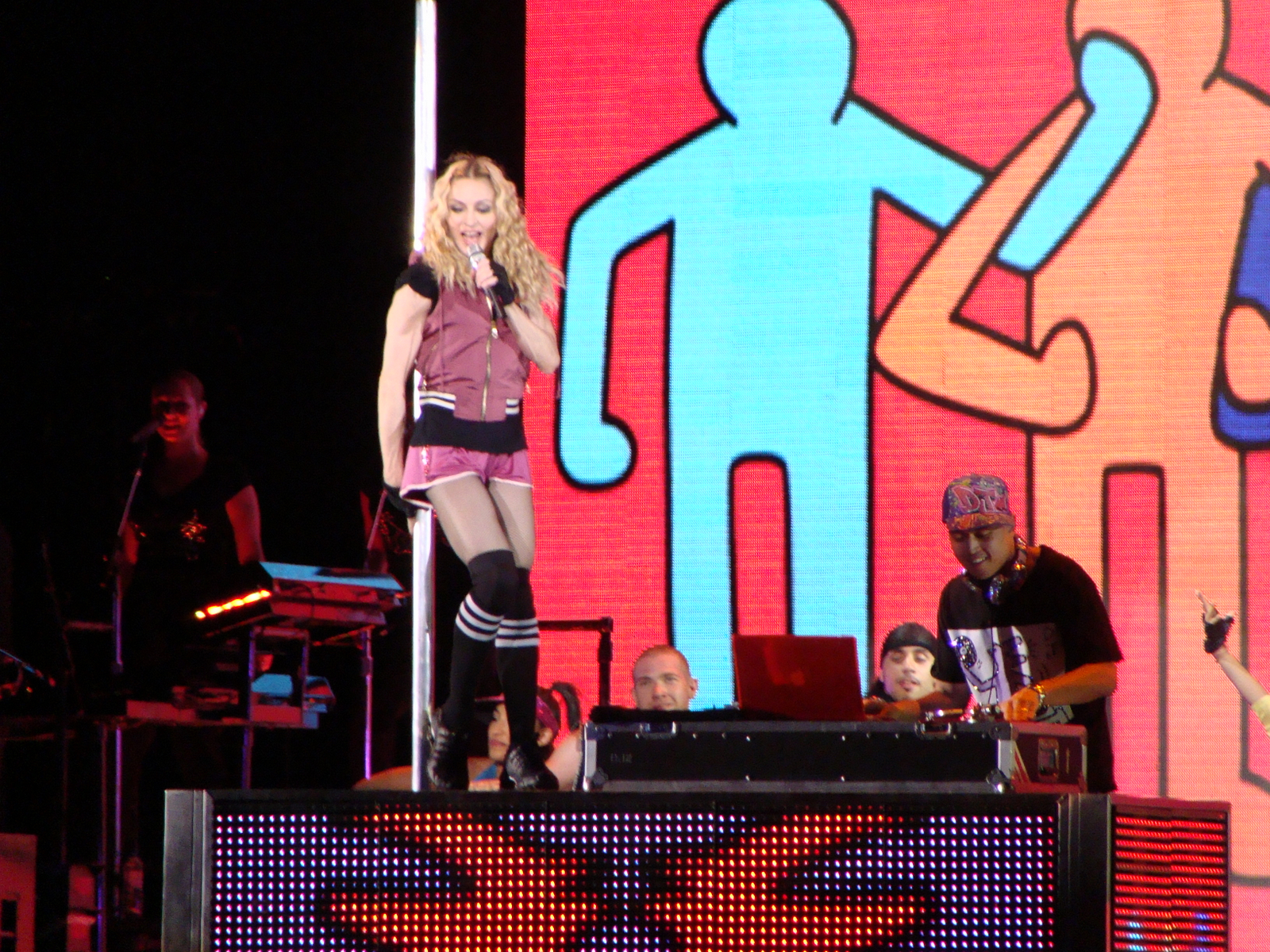
Otra perspectiva del concierto.

## Colección de arte

### Antecedentes

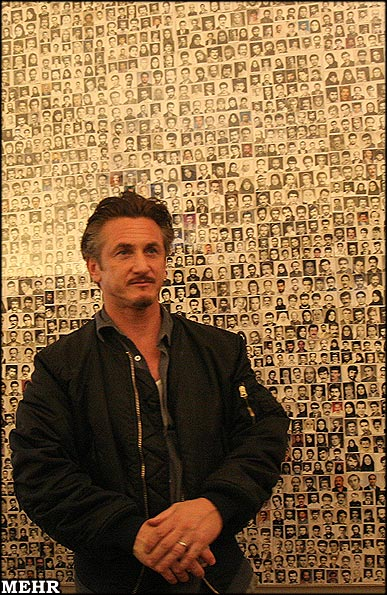
En su matrimonio con Sean Penn (imagen) empezó a coleccionar arte.

Madonna posee unas 300 obras de arte de varios pintores, fotógrafos y artistas, con un valor de al menos 100 millones de dólares, aunque bien, hay fuentes que estiman su valor real en 160 millones. Son datos que se manejan desde el 2008 y según Christopher Ciccone, el valor de la colección de su hermana había aumentado en un 600 % desde entonces. Se decía así misma: «Cuando haga mi primer millón voy a comprar arte». De hecho, el primer pago que recibió como cantante, se lo gastó en una obra de arte, bien pudo haber sido de Frida Kahlo o Fernand Léger. Si bien ella no recordó cual obra de los pintores compró primero, en el libro Life with My Sister Madonna (2008), su hermano apuntó que fue de Léger, seguido de la de Kahlo. Con el tiempo, llegó a convertirse en una compradora blue chip, en especial desde 1987, cuando estuvo casada con Penn. Según los expertos, sus inclinaciones han sido por artistas y obras modernistas y contemporáneas, así como en el surrealismo. Aunque también posee algunas obras de viejo maestros. Es así mismo, fanática del arte británico contemporáneo y posee varias obras.
Darlene Lutz y su hermano Christopher compraron muchas de sus obras en nombre de ella, quienes visitaban con regularidad galerías y casas de subastas, aunque Madonna solo les permitía ofertar por no más de cinco millones de dólares. El crítico de arte John Walker, dijo que Peggy Guggenheim sirvió como modelo para la cantante al empezar a coleccionar, mientras el biógrafo Andrew Morton escribió que su colección de arte, cuidadosamente elegida, significa tanto para ella que preferiría ser recordada como una «Peggy moderna», que como cantante y actriz. Según él, estos trabajos de su colección actúan como indicadores de las muchas paradojas de su personalidad compleja.
Madonna dijo que su colección no es solo una inversión, ni es solo para decoración, pues mencionó: «Obtengo fuerza de mi arte, todas las pinturas que poseo son poderosas [...] Como artista, sé qué es poner tu corazón y tu alma en algo; puedes sentir la presencia de otra persona». En otra ocasión expresó que «estas pinturas son mi jardín secreto y mi pasión, mi recompensa y mi pecado». Darlene dijo que la colección de la cantante es un «proceso de aprendizaje» para ella. También puntualizó que en los años de 1990, iba a exposiciones todo el tiempo y veía en esto, oportunidades para ver cómo Madonna ve las cosas, misma que cambia todo el tiempo. Destacó así, que nunca salía con una lista para obras de arte de un período determinando, ya que nunca fue el enfoque de ambas.
En 1995, la historiadora de arte y directora del Museo de Arte de Filadelfia, Anne d'Harnoncourt la consideró como «una entusiasta coleccionista de arte moderno». Los autores de la Enciclopedia Gay escribieron que es «adicta al arte y coleccionista de primera línea», mientras un reportero la describió en sí misma, como una astuta crítica de arte, a pesar de no haber recibido entrenamiento. La revista The Hollywood Reporter la incluyó en su lista de los 25 coleccionista de arte, y la revista Art & Antiques entre los 100 coleccionistas más grandes.

### Obras y artistas

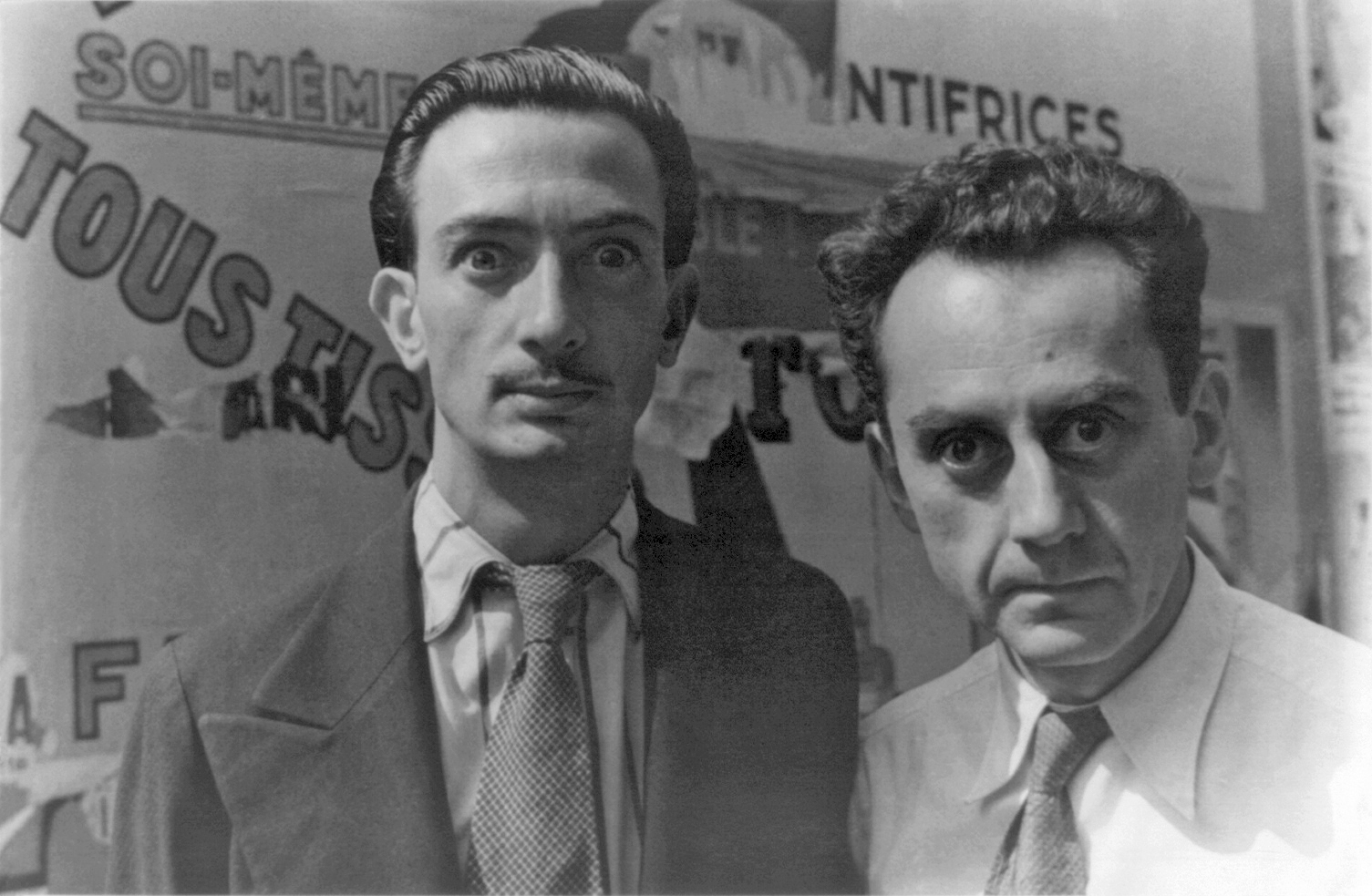
En su patrimonio, Madonna posee obras de artistas como Salvador Dalí (izquierda) y Man Ray (derecha).

Es una reconocida coleccionista de las obras de Kahlo. Hay varias fuentes que señalan, que posee 15 obras de la pintora. Sobre la adquisición de sus pinturas, la propia intérprete dijo: «Realmente me interesaba la idea de conseguir algo que le pertenecía». En 2015, en una entrevista radiofónica con Howard Stern, mencionó que siempre soñó con adquirir piezas de la pintora mexicana: «Cuando estaba casada con Penn —de 1985 a 1987— siempre fue mi objetivo», a la vez que consideró ser una gran fanática de Kahlo; «siempre lo fui desde que era niña y compré un autorretrato de ella en un momento en el que era bastante asequible, cuando la gente no sabía quién era», destacó.
Entre las obras de Kahlo que posee, se encuentra Mi nacimiento (1932), de quién mencionó en una entrevista en 1990 para la revista Vanity Fair: «Si a alguien no le gusta este cuadro, entonces no puede ser mi amigo». Otra pintura de su adquisición es Autorretrato con Chango (1938). Según algunas fuentes, ella pagó un millón de dólares por este lienzo cuando se lo compró en los años de 1980 a un coleccionista venezolano, quién solo pagó 44 000 en una subasta de Sotheby's en 1979. Darlene Lutz dijo que esta obra es la favorita y número uno en la colección de la cantante. Se estima que posee el cuadro Raíces (1943), que fue vendido en 2006 en una subasta de Sotheby's en Nueva York, por una suma de 5.6 millones de dólares, siendo una de las obras de arte latinoamericano mejor vendida, especialmente para una mujer.
En 1987, compró por un millón de dólares la obra Les Deux Bicyclettes (1944) de Fernand Léger. El sitio Artnet consideró que aquí, fue cuando Madonna comenzó a coleccionar seriamente; de hecho varias obras las adquirió durante su matrimonio con Penn. Es también una de las grandes coleccionistas mundiales de las obras de Tamara de Lempicka y descrita por los medios como «su mayor fan». Mencionó de ella, poseer «un museo de Lempicka» y muchas de sus pinturas están en Nueva York. En el año 2000, la cantante adquirió Buste de Femme à la Frange (1938) de Picasso en una subasta de Christie’s por cerca de 5 millones de dólares. Su hermano Christopher junto a Lutz asistieron a la subasta para adquirir el lienzo. Él le llamó y Madonna lloró, y dijo luego: «No me siento mal por gastar el dinero, porque tenías razón, vale cada centavo». También posee un retrato de Dora Maar por Picasso, y que considera más como una representación de la personalidad de Maar que de su apariencia.
Se cree que posee al menos una obra de Damien Hirst y un desnudo femenino por Diego Rivera. También adquirió al menos tres obras de Man Ray, entre ellas Monument to D.A.F. Sade (1933) y supuestamente, un desnudo de Kiki de Montparnasse, así como un retrato de Lee Miller. Es dueña de  It Just Happens (2001) de Tracey Emin, Pink Snow (2009) de Marilyn Minter, y Veiled Heart (1932) de Salvador Dalí. En su patrimonio, también posee trabajos de Edward Hopper, Alexander Calder, André Kertész, Lisa Yuskavage, Francis Bacon, David Salle —quién la pintó y luego le regalaría su creación— o Peter Howson, a quien conoció a finales de los años 1980, y quién años más tarde, haría varias pinturas inspiradas en ella. Las galerías Tate, la National Portrait Gallery y celebridades como Madonna, compitieron por obtener una de sus obras en ese período.
En su colección privada contaba con el cuadro Trois Femmes à la Table Rouge (1921) de Léger hasta ser subastado en 2013 en Sotheby’s por 7.2 millones de dólares para donar las ganancias a su Fundación Ray of Light, que apoya proyectos educativos para niñas del sur de Asia y el Medio Oriente. Situación similar en 2016, cuando donó parte de su colección privada con obras de Tracey Emin, Richard Prince y de Lempicka en el Tears of a Clown para recaudar fondos en favor de su ONG, Raising Malawi. Al evento asistieron varios famosos y también coleccionistas de arte. También contaba con obras de Jean-Michel Basquiat, cuando eran novios en los años de 1980, pero cuando la relación terminó, Basquiat recuperó y destruyó algunas de estas obras pintándolas de negro. Su amigo Keith Haring le regaló al menos una de sus obras.
La cantante también ha comprado retratos artísticos de fotógrafos como Weegee, David LaChapelle, Guy Bourdin, Edward Weston y Herb Ritts por nombrar algunos ejemplos. Adquirió una fotografía tomada por Collier Schorr de un joven con un uniforme parecido al de Hitler, de quien dijo: «La gente no sabe qué pensar cuando vienen aquí y ven esta fotografía. Dejaré que ... estén confundidos». En 1997, compró la impresión Roses de Tina Modotti por $ 165 000 y se reportó en ese entonces, como el precio más alto jamás pagado por una fotografía en una subasta de acuerdo a la traductora literaria Amanda Hopkinson y la historiadora de arte Anne d'Harnoncourt.

## Actividades relacionadas

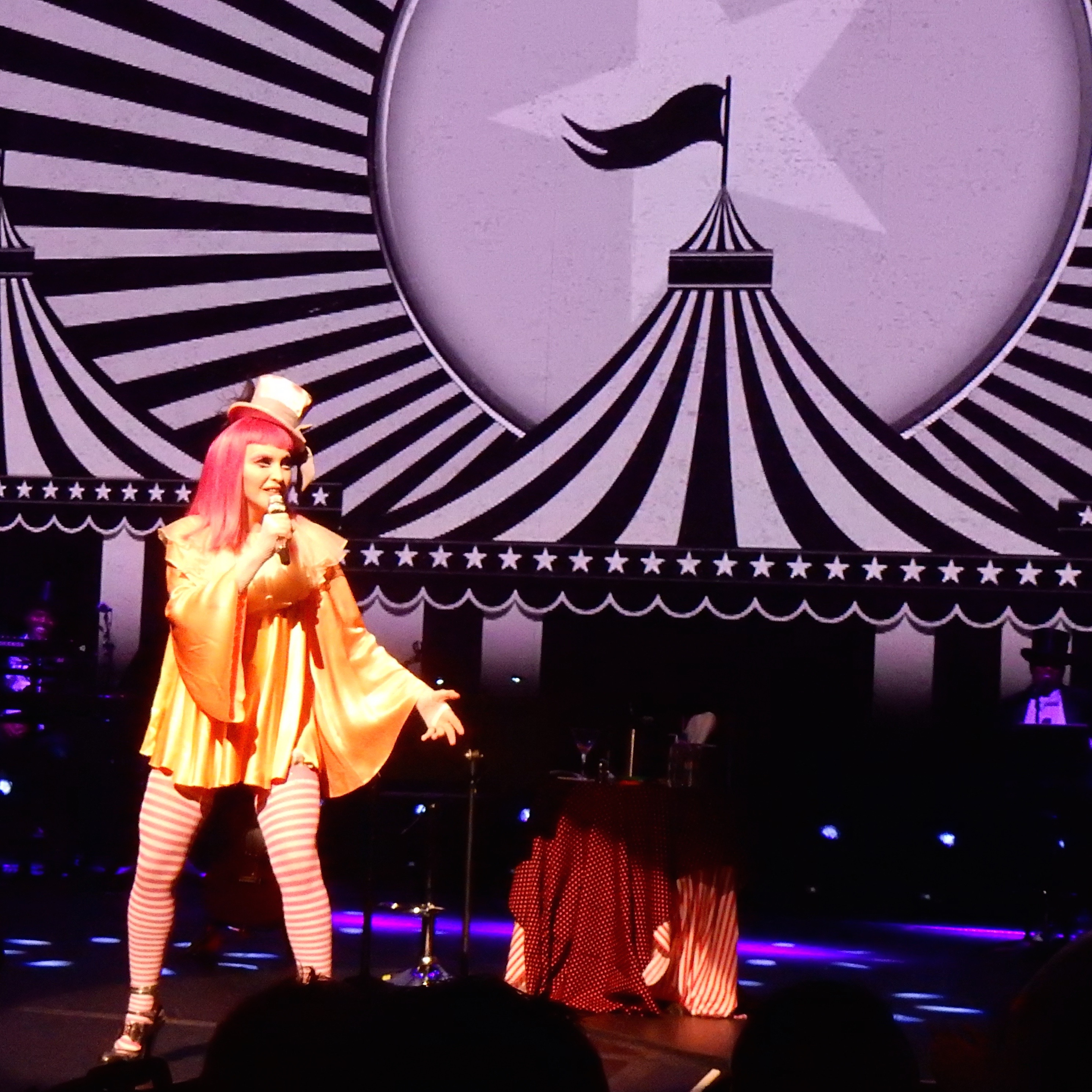
Madonna: Tears of a Clown de 2016, concierto íntimo descrito como «una noche de música, arte y travesuras». La artista donó algunas de las obras de su colección privada a fin de recaudar fondos para su fundación Raising Malawi en la etapa estadounidense llevada a cabo en el Art Basel.

Desde que se trasladó a Nueva York, entre las década de 1970 y 1980, Madonna se involucró en la escena del arte. El 8 de mayo de 1987, asistió junto a su hermano Christopher Ciccone a la exhibición egipcia del Museo Metropolitano de Arte (MET). Cuatro años más tarde, en 1991, asistió a la exposición organizada por el Museo de Arte del Condado de Los Ángeles (LACMA, por sus siglas en inglés), llamada «Degenerate Arte: The Fate of the Avant-Garde in Nazy Germany». Concedió simultáneamente una entrevista a Los Angeles Times para promocionar el documental En la cama con Madonna.
En 1992, colaboró para una exposición retrospectiva a la obra de Basquiat en el Museo Whitney de Arte Estadounidense y asistió a otra exposición del mismo artista llevada a cabo en Londres, en la Serpentine Gallery en 1996. En 1995, fue la patrocinadora de la que se convertiría en la primera gran retrospectiva del trabajo de Modotti, «Tina Modotti: Photographs» llevada a cabo en el Museo de Arte de Filadelfia. Aparte de ser la presentadora, donó dinero para la exposición con la subasta en la casa Sotheby's del Mercedes 280SE que usó en el clip «Deeper and Deeper». Tan solo dos años más tarde, en 1997, patrocinó y apoyó financieramente la exhibición «The Films» de Cindy Sherman llevada a cabo en MoMA.
Durante su estancia en el Reino Unido a principios de la década del 2000, estuvo en constante contacto con las galerías Tate. Por ejemplo, asistió a la inauguración de la Tate Modern en el año 2000 y al año siguiente, prestó la pintura Autorretrato con un Mono de Kahlo a la exposición sobre surrealismo de la galería moderna; obra que no había sido vista en público por más de una década en aquel entonces. Las negociaciones de la entidad con el equipo de la intérprete, tomó varios meses y una vez aprobada su decisión, la pintura tardó en llegar por los atentados del 11 de septiembre de 2001. Darlene Lutz entregó el lienzo a Tate en los primeros días de octubre. De esta prestación, Madonna dijo: «Prestar 'mi Frida' a Tate es como dejar ir a uno de mis preciosos hijos, pero sé que ella estará en buenas manos y la exhibición no estaría completa sin ella».
La intérprete fue anfitriona del premio Turner de 2001, presentado al artista Martin Creed. Un representante de la galería, mencionó: «Sabemos que Madonna tiene un gran interés en el arte británico contemporáneo, y ella es una distinguida coleccionista de arte por derecho propio». La cantante destacó ante los medios en referencia al dinero en efectivo dado al ganador: «El arte siempre está en su mejor momento cuando no hay dinero, porque no tiene nada que ver con el dinero, tiene que ver con el amor». También aseveró estar dispuesta a respaldar a los artistas que tuvieran el valor de expresarse y dijo que el arte «puede ser inspirador, inexplicable, provocativo y exasperante, pero no podemos vivir sin él». En 2005, volvió a prestar a Tate, la misma obra y Mi nacimiento en la que se convertiría en la mayor exposición de Kahlo en el Reino Unido en años. En 2002, protagonizó el papel de una marchante de arte en la obra de teatro, Up for Grabs y asistió a una exposición en la National Portrait Gallery de su amigo Mario Testino.
Durante su visita a Chile como parte de su gira Sticky & Sweet Tour, pidió arte chileno y dijo estar sorprendida por obras de los artistas visuales locales. En la parada en España durante esa misma gira, visitó Museo del Prado junto a su equipo de trabajo, su hija Lourdes León y su entonces pareja, Jesús Luz para repasar la historia del arte europeo de los últimos siglos y la época grecorromana. Según Divinity, cada vez que viaja a Madrid, Madonna acude a ese museo. En la escala a Viena como parte del MDNA Tour (2012), admiró junto a su equipo de trabajo y algunos de sus hijos, las obras de los austriacos Gustav Klimt y Egon Schiele en el Museo Leopold. El portavoz del museo, Klaus Pokorny, mencionó en un comunicado a la agencia EFE, que «la cantante hizo muchas preguntas, y quedó evidente que tiene conocimientos amplios sobre el arte de esa época, el art déco, que le interesa». También visitó el Mozarthaus Vienna donde escribió en el libro de visita «Gracias por inspirarnos».
Madonna también frecuenta visitar el MoMA de Nueva York. En 2014, por ejemplo, acudió al evento Party in the Garden en reconocimiento a Daniel Craig y Steve McQueen por el constante apoyo al museo. El mismo año presentó el premio del Wall Street Journal, Innovator Awards, al que fue su bailarín, Charles Riley, por sus contribuciones a las artes escénicas. En 2016, realizó una visita sorpresa en el MoMA ante 400 seguidores como parte de la exposición sobre el documental En la cama con Madonna para celebrar su 25 aniversario. Tiempo después, posteó en su cuenta de Twitter: «[...] Tan agradable ver una película en un museo». Tras esto, Rain Embuscado del sitio Artnet mencionó que aunque la intérprete siempre ha tenido una mano dentro del mundo del arte, «parece que últimamente está mejorando sus actividades». Notó que tan sólo la semana pasada a ese evento, envió una invitación para que sus fanáticos la acompañaran en un «viaje» al Art Basel. Luego sería confirmada como la presentación del Madonna: Tears of a Clown, y para invitar a la audiencia, publicó varios estados en sus redes sociales, entre los que destaca una foto junto al artista chino Ai Weiwei. Jorge Grimberg de Globo.com, alabó la iniciativa de la cantante en recaudar fondos para su fundación, donde donó 12 obras de su colección privada y señaló que era «una manera inteligente de abordar el arte» de una forma nueva, a partir de aquellos que tienen suficiente (monetariamente) para construir escuelas y hospitales en África.
También asistió a una exposición de los fotógrafos Mert and Marcus llevada a cabo en Londres. Al año siguiente, en 2017, visitó una exposición dedicada a Basquiat. Ese mismo año se reunió junto a la artista Marilyn Minter en el Museo de Brooklyn para hablar sobre arte y feminismo, destacando a su vez, el impacto de las artistas femeninas en la sociedad actual. La poeta Elizabeth Alexander y Anne Pasternak, directora de museo, fueron las moderadoras de este evento llamado Brooklyn Talks: Madonna x Marilyn y descrito como «sin precedentes» por el museo. En 2018, publicó una foto de un desnudo artístico en sus redes sociales que protagonizó a los 19 años con el fin de reivindicar el arte libre a través del cuerpo. Destacó que el apropiarse de su cuerpo la llevó luego a ser contactada por artistas tales como Warhol, quienes le agregaron una nueva dimensión a su carrera. Defendió la foto por su valor artístico de la siguiente manera:

Tengo 19 años. Vivo en Nueva York. Soy una estudiante de la escuela de danza de Martha Graham. Modelé para escuelas de arte para pagar mi departamento y clases de fotografía, pintura y dibujo. Muchas de estas fotos fueron vendidas a Penthouse o Playboy después que me hice famosa. Los fotógrafos me explotaron y el patriarcado trató de abochornarme por estar desnuda. Yo le dije a la prensa: «No tenía vergüenza» y esto se convirtió en noticias de primera plana. Luego se tornó en una colaboración con Warhol y Haring. Soy la orgullosa dueña de cuatro de estas pinturas. Me las dieron más tarde, como regalo de bodas. No se puede detener al arte tratando de abochornarlo. La creación siempre gana.

### Rehúso de prestaciones
Madonna también se ha rehusado en prestar algunas obras de su colección a exposiciones y galerías de arte en al menos una ocasión, tal es el caso de la exhibición de 2015 llamada «Diego Rivera and Frida Kahlo in Detroit» llevada a cabo en el Instituto de Artes de Detroit. Mi nacimiento era uno de estos lienzos, pintado por Kahlo mientras estuvo en Detroit —ciudad donde Madonna creció— y que representó un trabajo de inflexión en su carrera como pintora. Los organizadores de la exposición comentaron que persuadieron a la cantante por más de un año, pero nunca obtuvieron una respuesta firme de una forma u otra por parte de la intérprete o sus representantes. La publicista de Madonna, Liz Rosenberg, les respondió brevemente en un correo electrónico: «No comentaremos sobre esto». Vince Carducci, crítico de arte, dijo al respecto: «La gente es divertida. No se puede decir (lo mismo) con los coleccionistas. Mi sospecha es que la petición nunca llegó a ella [...] O, tal vez ella iba a tener un almuerzo con Kate Middleton y la necesitaba como "prueba de fuego"».
Gioia Mori, profesora de arte medieval y moderno de la Academia Española de Bellas Artes de Roma y la comisaria de la exposición «Tamara de Lempicka, reina del art déco» mencionó que la cantante «jamás ha prestado una obra de Lempicka». En hechos más variados, la crítica de arte Lindsay Pollock señaló que «Madonna no es sentimiental» tras darse a conocer que puso a la venta desde un precio inicial de $ 900 000, una obra que Andreas Gursky le regaló como parte de un concierto que tuvo en 2001. Juan Alberto Vázquez del periódico Milenio se refirió a Alberto Gironella, como «el pintor que rechazó Madonna».

## Contrataciones y proyectos

### Fanarty arte callejero
Madonna ha apoyado y contratado a varios de sus fanáticos para la creación de algunas piezas de arte y representaciones artríticas que luego han sido utilizadas en su trabajo. Por ejemplo, la elaboración de la portada del sencillo «Superstar» del álbum MDNA, es obra de una artista llamada Simone Sapienza, escogida por ella y su director de arte, Giovanni Bianco, a través de un concurso que promovió en las redes sociales en 2012. Le encomendó a Aldo Diaz —un diseñador gráfico, artista visual y fanático de la cantante oriundo de Brasil— el póster de la gira Rebel Heart Tour. Luego, Aldo trabajó para otras obras como el sencillo «Bitch I'm Madonna», el catálogo de Tears of a Clown y algunas imágenes para su calendario oficial de 2018. Para la misma gira, convocó un concurso en su página web, llamado «Show me your Basquiat», donde invitó a sus fanáticos-artistas a crear sus propias pinturas, retratos e interpretaciones artísticas sobre ella. Varias de las obras formaron parte de la exposición «ICONIC – Portraits and Artwork inspired by the Queen of Pop», como antesala a su escala a la ciudad de Turín durante la gira.
La mayoría de las imágenes exhibidas fueron utilizadas por la cantante como videoclips de fondos al momento que interpretó algunas canciones en su gira. Entre estas obras se encuentra el trabajo del pintor mexicano Carlos Haley-Rangel, quien dijo al respecto: «Me sorprendí, evidentemente. Fue muy halagador saber que entre seis mil artistas era uno de los 20 que Madonna había elegido». Carlos también donó algunas obras para la fundación Raising Malawi. Otro artista seleccionado fue Sergio Daricello, quién también es diseñador de modas, estilista y profesor de la Academia de Bellas Artes en Sicilia. Por otra parte, Lesmack Meza Parente es el primer escogido para su proyecto «Arte para la Libertad» con el video «El Gran Dictador».
En 2017, la cantante posteó en su Instagram imágenes de grafitis sobre ella creadas por un fanático griego llamado George Callas, y una de las obras de MissMe; artista de arte callejero y, quién más adelante, la cantante le compraría uno de sus trabajos. Al año siguiente, en 2018, Madonna fue premiada con el galardón ESAEM, otorgado por la Escuela Superior de Artes Escénicas de Málaga (ESAEM), donde además este reconocimiento traía consigo dos becas para dos jóvenes apoyados por la fundación Raising Malawi, para que pudieran cursar estudios artísticos completos en esa escuela. La propia cantante destacó el nivel de la institución en la formación de jóvenes artistas.
En 2009, contrató al artista Mr. Brainwash para la creación de la portada del álbum recopilatorio, Celebration y también trabajó para ella en un fresco para la sucursal de su compañía Hard Candy Fitness en Toronto, Canadá. En su libro Life with My Sister Madonna, el hermano de la intérprete, Christopher Ciccone escribió que ella le prestó 200 000 dólares para comprar un estudio ya que había empezado a pintar con regularidad y consideraba esta actividad como una vocación. Madonna de cierta manera, lo animó junto a su entonces esposo, Sean Penn, pues le dijo «me gustan, deberías seguir pintando», algo que para él significó mucho. Por otro parte, en la entrevista de 2014 con Blaine, le dijo al artista: «Me gusta Banksy. Creo que es inspirador y habla de lo que está pasando en el mundo socialmente. Al igual JR, Basquiat y Keith Haring, su arte está en la calle, disponible para que cualquiera pueda ver. No es elitista». También resaltó que «Banksy hace fotos de la gente y los convierte en héroes en sus comunidades y hace que la gente esté orgullosa de lo que son».

### X-STaTIC PRO=CeSS

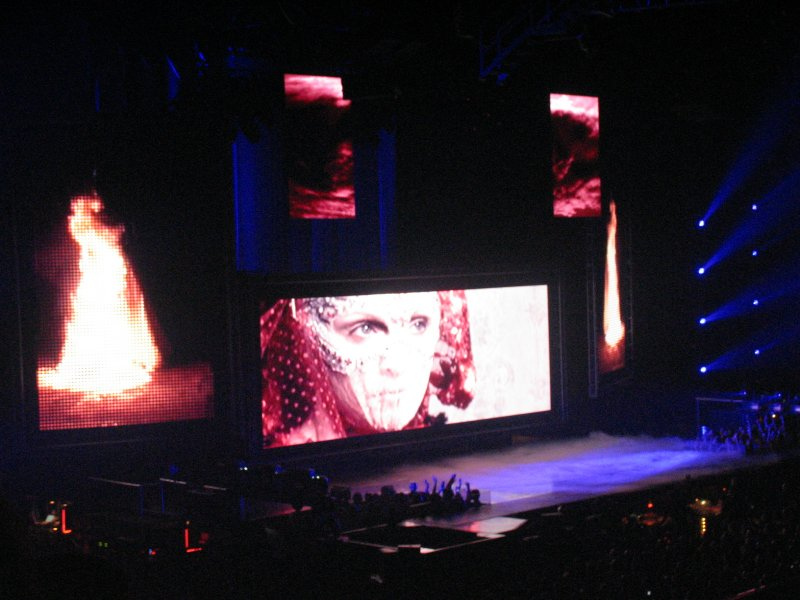
En algunos números de su gira Re-Invention World Tour (2004), Madonna utilizó fotografías e imágenes de X-STaTIC PRO=CeSS.

En 2003, realizó una sesión artística llamada X-STaTIC PRO=CeSS en colaboración con Steven Klein. La muestra se hizo a partir de fotografías, videos y audio con elaborados trajes vestidos por ella, donde también se muestra a Madonna contorsionando su cuerpo de forma artística y hablando párrafos del libro bíblico Apocalipsis. Posteriormente las fotos fueron exhibidas en las galerías Deitch Projects de SoHo, Camera Work en Berlín y en otras galerías alrededor del mundo. Estas exhibiciones multimedia se promocionaron como el debut mundial de la cantante en el mundo del arte. El precio de la exhibición se vendió entre $35 000 a $65 000 y el catálogo fotográfico a unos $350 dólares más impuestos, limitado a unas  mil copias. Jon Pareles notó que dentro del catálogo, la propia artista escribió: «X-STaTIC PRO=CeSS no es arte, no es nada». Pero Pareles consideró que sí lo era. Las arquitectas Ada Tolla y Giuseppe Lignano de LOT-EK vieron a esta exposición como si fueran una «pinturas contemporáneas de Caravaggio». En 2004, la intérprete uso imágenes de la sesión como fondos en algunos números de su gira Re-Invention World Tour.

### Art for Freedom
En 2013, Madonna dio inicio al proyecto Art for Freedom acompañado del cortometraje secretprojectrevolution, con el fin de promover el arte público y la expresión artística, así como los derechos humanos universales. El clip fue exhibido en la Galería Gagosian, en el MoMA y en las afueras de varias ciudades de varias partes del mundo, vistas por un total de 10 000 espectadores. En un comunicado oficial, la cantante dijo:

Mi meta es mostrar, con el ejemplo del secretprojectrevolution, mi compromiso creativo para inspirar el cambio en el mundo a través de la expresión artística. Espero que mi filme y otras colaboraciones con Art for Freedom sean un llamado a la acción y den a la gente un espacio para proyectar su propia expresión creativa para ayudar a combatir la opresión, la intolerancia y la complacencia.

Tras su lanzamiento, la artista también puntualizó: «Quiero animar a las personas a que crean que con el arte pueden producir un cambio en el mundo», y destacó en una entrevista con Vogue, que «hubo un tiempo en que el arte reflejaba lo que sucedía en la sociedad. Artistas como Marvin Gaye, Stevie Wonder, Richard Pryor o Jean-Luc Godard hacían declaraciones políticas a través de su arte». Steven Klein, quién codirigió el filme, destacó que este metraje opera a muchos niveles, mientras reflexionó, «pensadlo: El poder del arte puede traer la paz».
La cantante en asociación con la revista Vice administraban la página, donde invitaban a sus participantes a subir clips, música, fotografías y poesía para expresar el significado de la libertad en sus vidas con la etiqueta «#artforfreedom» para postearlos a través de las redes sociales o directamente en la página web de la iniciativa. Tanto la intérprete como la revista y un curador invitado, como lo fueron Miley Cyrus, Katy Perry o Anthony Kiedis, revisaban las obras de arte que se subían y destacaban las que consideraban social, cultural y políticamente relevante en cumplimiento con los principios de la iniciativa.
Según Jon Lisi y Alex Greenberger de los sitios Hollywood.com y Artspace respectivamente, el proyecto donaba cada mes $10 000 dólares a una organización sin fines de lucro elegida por el artista ganador de ese mes. No obstante, de acuerdo al escritor Francesco Falconi, la página está en desuso desde abril del 2014, pues se trata de un proyecto muy oneroso y, dispendioso en términos de tiempo, por lo que Madonna ya no puede seguirlo en primera persona.
Lisi notó que a pesar de la popularidad de Madonna y sus curadores famosos, no ha sido bien conocido por el público en general y rara vez se convirtió en tema de actualidad en las redes sociales. Pero bien, mencionó que «esto, creo, dice más sobre el deseo de nuestra cultura de entretenimiento 'escapista' que la importancia del proyecto de Madonna». Destacó que Art for Freedom es «increíblemente importante y destaca el potencial de las redes sociales como plataforma política», donde la tecnología reúne a artistas desconocidos en una escala global. Aunque bien, Falconi describió como un «éxito planetario» el cortometraje, pues fue descargado de forma gratuita en un solo mes, 1.2 millones de veces en BitTorrent, como parte del acuerdo de la cantante con la plataforma y dijo que el proyecto cosechó éxito y entusiasmo en todos los rincones del mundo.

### Mercy James Institue for Pediatric Surgery and Intensive Care
En 2017, Madonna fundó el Mercy James Institute for Pediatric Surgery and Intensive Care como parte de su ONG en el país de Malaui. Contrató a Eduardo Kobra, especialista en arte urbano, para decorar dos muros en el hospital con los rostros de Nelson Mandela y Desmond Tutu. También contrató al artista mallorquín René Álvarez Mäkelä, para pintar dos murales. La idea de Mäkelä partió de la frase de Picasso, «Every child is an artist» que utilizó en el mural inspirado en un Basquiat de niño, y el otro con la frase «Every child has a dream» en representación de un Martin Luther King en edad infantil. El pintor confesó que aquí, tuvo que «trabajar siete veces más rápido» de lo que acostumbra, y calificó a Madonna como «una persona súper perfeccionista y [que] exige controlar el proceso paso a paso».

## Su uso del arte

### Contexto
Madonna se ha inspirado en la elaboración de sus canciones, videoclips, conceptos de conciertos, su propia imagen y otras apariciones culturales, en múltiples artistas y pintores, varios de los cuales posee alguna obra en su colección personal. El crítico de arte John Walker, notó que es evidente que las bellas artes del siglo XX han sido una influencia significativa en su carrera.
Su amor por el arte y su facilidad para combinar el simbolismo clásico con la cultura pop son bien conocidos; el canal de televisión Decades, mencionó que la cantante ha convertido el arte no solo parte de su vida profesional, sino también su vida personal. Seguido de este punto, Walker destacó que la cantante «ha utilizado su experiencia del catolicismo y es evidente por sus entrevistas, que entiende completamente, que el arte depende del artificio, la creación, la invención, la imaginación, así como en la mascarada, la realidad social, la literatura, los mitos, etc». También destacó «que varios escritores han subrayado la importancia de lo visual para Madonna y uno ha descrito su carrera como una "sucesión de imágenes"».
Su asesora de arte, Darlene Lutz, dijo que «no es secreto que se apropia de las imágenes». Cuando ella estaba coleccionando obras de Lempicka, por ejemplo, mencionó que se podía ver su influencia en los clips, como en el caso de «Express Yourself» (1989). De este punto, la profesora de literatura Sarah Churchwell comentó: «El arte de Madonna es el arte de la iconoclasia en una época de mercantilización, que actualiza imágenes antiguas con nuevos significados». Para la bloguera Genna Rivieccio, «el hecho de que nunca haya limitado su red de referencia meramente a la pintura es un testimonio de su reverencia por todos los medios artísticos y la capacidad de incorporarlos en sus propias composicione»s.
La propia cantante mencionó que todos los videos que realiza, han sido inspirados por alguna pintura u obra de arte. Un ejemplo cumbre en esto, fue el clip «Bedtime Story» (1995) donde se inspiró en las artistas Leonora Carrington y Remedios Varo. Tras usar como puntos referenciales las obras de Lempicka en sus giras, Who's That Girl (1987) y Blond Ambition World Tour (1990), Juan Pablo Ramos de la revista Apócrifa notó que con ello, la intérprete casi decía que sus conciertos no son otra cosa que pinturas en movimiento. Algo que él calificó como «verdaderos tableau vivants». Si bien, Madonna nunca declaró que estaba destinado a ser arte, su presentación en el Confessions Tour (2006) cuando se «crucifijó» fue declarada por los medios como un performance de arte. Lo mismo que con su presentación en el espectáculo de medio tiempo del Super Bowl en 2012.
En el primer álbum de Madonna, se puede notar las influencias de los círculos de arte de Nueva York al haberse rodeado con miembros de Sonic Youth o Basquiat según Mark Lore del Portland Mercury. Carlos Celis y Nayely Ramírez Maya del diario El Heraldo de México comentaron de este punto que la creatividad de ella se debe también a que supo rodearse por la gente más talentosa de su época; «no sólo absorbió la cultura pop, sino que aprendió de los mejores». Craig Jenkins de la revista Vulture escribió que el título del disco Madame X de 2019, es una «expresión de la incansable búsqueda del arte y la cultura por parte de la cantante». Además de mencionar que «el arte se mueve rápidamente y ella trabaja duro para mantener el ritmo». De manera similar, la periodista Vanessa Grigoriadis mencionó que la «gran discografía de Madonna ha sido 'un largo proceso de creación de significados [y] de comprenderse a sí misma a través de su arte'».

### Como influencia en su vida y obra artística

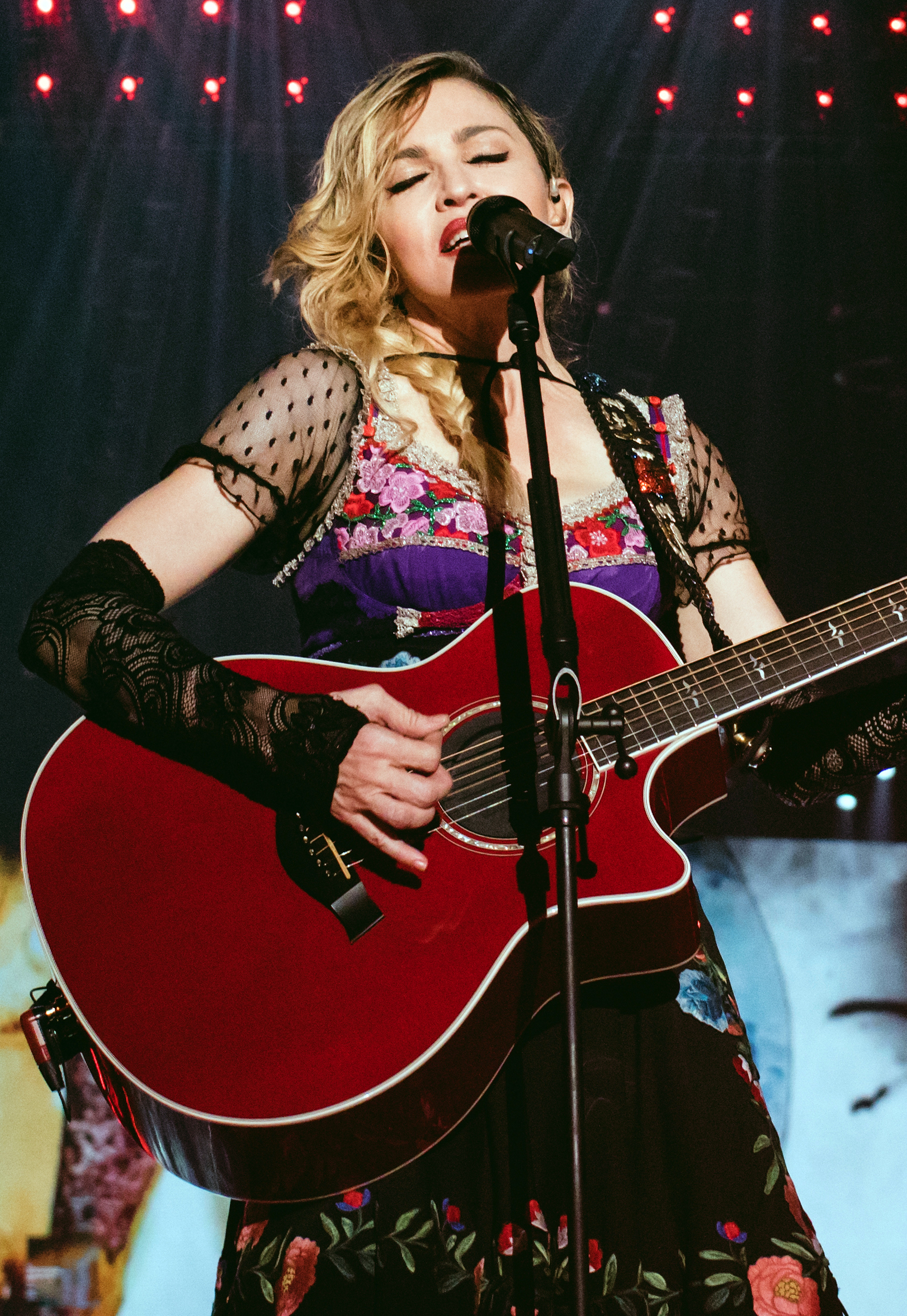
Madonna durante el Rebel Heart Tour, era en la cual, según el periodista musical Ricardo Pineda, su «fascinación» por Frida Kahlo, se intensificó.

Desde muy pequeña declaró su fanatismo por Frida Kahlo y ha sido desde entonces, una inspiración recurrente en su obra profesional y vida personal. Según la periodista de moda, Susana Martínez Vidal, en su libro Efecto Frida (2018), Madonna es la estrella que más se ha inspirado en Frida y aparte de coleccionista, ha sido defensora y promotora de su vida y trabajo, siendo su «admiradora más leal». La propia cantante la considera «su artista favorita» y según el biógrafo Andrew Morton, ella declaró estar fascinada por el trabajo de la artista «ya que se sentía reflejada en cada pintura». Walker mencionó que una de las muchas razones por la cual se ha inspirado en la vida y obra de la pintora, es que ella se vestía como hombre, algo que contribuyó a su fascinación por el transformismo. En 1991, la intérprete confesó que deseaba protagonizar una película biográfica de la pintora.
Vidal también notó que durante décadas, la intérprete ha aprovechado cada oportunidad para declarar su amor por Frida. Como ejemplo, en sus redes sociales, hace múltiples referencias a la pintora; una de ellas fue una publicación en 2014 donde decía «One of my favorites Rebel Hearts!». También ha usado este medio para rendirle tributo y felicitaciones en su natilicio. Según el periodista musical Ricardo Pineda, la «relación» entre Madonna con Frida se intensificó en la era del disco Rebel Heart (2015), donde en su portada se inspiró en un retrato de la pintora. En 2016, durante su presentación en México como parte del Rebel Heart Tour, le rindió tributo en su canción «Who's That Girl» y dijo ante la audiencia: «Quiero dedicarle esta canción a Frida Kahlo por que ella siempre se buscó a sí misma en sus pinturas al igual que yo lo hago en mis canciones». Para la portada de su álbum siguiente, Madame X de 2019, también se inspiró en la estética de la mexicana.
Madona también confesó ser fan de Cindy Sherman. El concepto del libro Sex fue inspirado en gran parte por ella y de otros como Andy Warhol. También ha hecho referencias y se inspirado en la obra de Lempicka en repetidas ocasiones, como la estética del videoclip «Vogue», donde usó varios pinturas en blanco y negro y una apariencia inspirada en la década de 1930, seguido de «Deeper and Deeper» donde personifica a una mujer que maneja un carro descapotado igual al autorretrato de la pintora o el video «Open Your Heart» en 1986.
Madonna admira a Picasso, de quién considera, pintaba las personalidades y no se limitaba a hacer solo el retrato. Destacó que le hubiera encantado que él o Bouguereau pintaran un retrato sobre ella; en especial este último que «no pintaba una imagen fea de nadie» en sus propias palabras. También le encantan las pinturas de Edward Hopper. Según Walker, el retrato que posee de Man Ray sobre Lee Miller besando a otra mujer, la ha inspirado para utilizar la imaginaria lésbica. El periodista británico Dylan Jones dijo que la cantante admira a Tracey Emin «porque es inteligente, provocativa y "tiene algo que decir"».

## Recepción y críticas
La posición de Madonna en el mundo del arte ha sido tema de interés para diversos críticos de cultura y arte. Se le ha reseñado de forma positiva y desde perspectivas contradictorias en relación con sus actividades, así como a su propio trabajo y sus antecedentes en las bellas artes. Como preámbulo, la profesora Carol Benson y Allan Metz en el libro The Madonna Companion: Two Decades of Commentary (1999) notaron que «los estudiosos de Madonna se ven así mismos como iconoclastas que se rebelan contra las asfixiantes constricciones del arte superior». Algo que para ambos, estos estudios sobre ella, reflejan el cambio de las artes populares no sólo entre académicos, sino entre los críticos de la corriente principal. El profesor de sociología Stanley Aronowitz, notó que Theodor Adorno dijo que un grupo muy importante de críticos culturales opinan que prácticamente «todo el arte es un producto mercantilizado de la industria cultural»; solo basta con pronunciar la frase posmodernismo. El autor de referencia destacó seguido que «esto es particularmente evidente en el celebrado debate sobre el trabajo de Madonna».
La crítica y profesora Dahlia Schweitzer del Art Center College of Design, notó que muchos críticos se han resistido durante mucho tiempo a usar las palabras "Madonna" y "artístico" en la misma oración. Esto, para Sandra Barneda del sitio web The Objetive, se debe a que para muchas personas, ella «está alejada del arte», pues su talento reside en el gusto de las masas y en la exquisitez de la mayoría que fabrica cientos de millones de dólares. Por lo que mencionó que «si Leonardo Da Vinci levantara la cabeza seguramente se sentiría ofendido ante tanta banalidad».
Un ejemplo de los comentarios mencionados fue con la exposición X-STaTIC PRO=CeSS en 2003, donde atrajo ciertas críticas, pues algunos mencionaron que los comisarios y marchantes de arte de Nueva York perdieron los límites; ya que los objetivos de Madonna y Deitch Projects se cruzaron al mismo punto: «Mantener al público de masas con cualquier cosa que pueda llamar la atención, pues lo que importa es la presencia, el medio y no el mensaje». Jon Pareles de The New York Times escribió al respecto, que su «verdadero arte» se encuentra en el de «llamar la atención». No obstante, la revista Vanity Fair destacó que era «imposible separar el arte con su personalidad».
En otra crítica, Alejandro Ribadeneira del diario ecuatoriano El Comercio mencionó que la intérprete «ya no está a la vanguardia del arte y de la innovación». Respecto a su asistencia al LACMA en 1991, el historiador Richard Burt describió que su presencia en el museo representó un ejemplo de la implosión de la alta y baja cultura que generalmente se ha considerado como el fin de una estética modernista basada en la política de identidad.
En comentarios más variados y positivos, un panel de críticos de arte y cultura en Argentina, destacaron que no hay un límite para el arte, porque traspasar «los límites es lo que da sustento», a la vez que mencionaron que salvo Madonna, no hay otro artista que defina la época como hace 40 años lo hicieron The Beatles. DJ Louie XIV del medio BuzzFeed News escribió que «deberíamos tomar su arte en serio; su frustración implica y nos hace preguntar, por qué estamos tan sorprendidos por su mera existencia continua». Jacob Bernstein de The New York Times escribió que la intérprete sabe ciertamente «del arte como resistencia», pues contextualizó que en la época que alcanzó su fama en los años de 1980, el país se movió bruscamente hacia la derecha y la oposición alimentó gran parte de lo que ella y sus amigos artistas como Haring y Basquiat hicieron creativamente. Francesco Falconi dijo que ella no tiene intención de permanecer en silencio, pues siempre está lista para expresar sus propias ideas remodelando el arte. Larissa Pham de la revista Elle señaló que su marca de arte y feminismo es: «Una exploración provocativa y despreocupada de lo que significa estar vivo como mujer».
En otro punto, William Baker, quien destacó, su admiración hacia la cantante, su inteligencia y las referencias artísticas (de arte) que usa, mencionó que es una artista pop en el sentido «warholiano» de la palabra. La propia Madonna dijo durante la campaña de promoción que protagonizó para Pepsi en 1989, que «el arte debería ser controvertido, y eso es todo». Tras el lanzamiento de su libro Sex, la artista respondió ante la crítica: «Considero el desnudo una forma de arte, y además, ¿a quién se le ocurriría juzgar como pornográfico Michelangelo?».

### Controversias
Tras su paso por Singapur como parte del Rebel Heart Tour, Madonna abrió un debate entre religiosos católicos sobre el mecenazgo y la responsabilidad de los artistas en la cultura actual y de aquellos que patrocinan las artes. El arzobizpo William Goh adoptó una postura firme sobre cómo los cristianos deberían ver las artes, mientras mencionó que «la obediencia a Dios y sus mandamientos deben venir antes que las artes». Para él, no hay que apoyar las «pseudo artes» que promueven entre tantas cosas la falta de respeto, pornografía, sensualidad etc, sino las «auténticas artes» que nos llevan a Dios a través de la apreciación de la belleza, armonía, verdad, amor etc. El obispo James Dunn, advirtió también que hay límites para la expresión artística y lo libres que pueden ser los artistas, mientras consideró las actuaciones de Madonna como «algo muy ofensivo». De hecho, en 2019, la artista palestina Samia Halaby junto a otras 50 colegas, pidieron en una carta pública que Madonna no cantara en el Festival de la Canción de Eurovisión de ese año.
Sobre el debate que originó tras su gira, encontramos que para el diácono Lawrence Klimecki de la revista Crisis, los artistas no deben tener el enfoque de hacer lo que quieran en nombre de la «libertad artística». Esto según él, es una idea relativamente nueva en la historia universal, mientras la sociedad moderna tiende a pensar que el arte no debería tener límites, que debería ser libre de provocar y desafiar para obligarnos a reexaminar nuestros pensamientos y prejucios. Lawrence dijo que «ciertamente hay un lugar para eso, pero el arte no tiene que ofender para hacerlo», mientras destacó las palabras de Goh y concluyó: «Las artes deben usarse para acercar a las personas a Dios, no para atraer nuestra naturaleza más baja y ni siquiera para hacer una "declaración artística"». No obstante, el ministro presbiteriano Glenn Cardy, pronunció: «Mi opinión personal es que Madonna es una artista y, como la mayoría de los artistas, utiliza su experiencia y comprensión de la cultura en su trabajo».
En 2018, el artista plástico Francisco Toledo la parafraseó y dio su punto de vista desde la perspectiva del arte cristiano y contemporáneo: «El arte es muy de una élite, es una mercancía, aunque ahora hay mucha difusión; si entra a Internet, puede ver toda la historia del arte en imágenes, pero la gente busca más a la cantante Madonna que a la Madonna Sixtina de Rafael». Andreas Häger de la Universidad Åbo Akademi, hizo un análisis especialmente sobre el videoclip del tema «Like a Prayer» (1989) en el contexto de la historia del cristianismo con el arte y el uso por parte de Madonna desde un punto de vista sociológico.
Tras el lanzamiento del videoclip «Hollywood», el hijo del artista Guy Bourdin, interpuso una demanda por considerar la estética, poses etc que la cantante utilizó para el clip, como un plagio a la obra del también fotógrafo. Varios artistas, especialmente usuarios de Reddit criticaron la política del uso justo por parte de Madonna en sus redes sociales y hasta conciertos del Rebel Hear Tour sin recibir crédito o compensación y respuestas por parte de ella, o bien, de sus representantes.

## Comparaciones interpretativas: 'Quiero vivir para siempre y lo voy a hacer' (sic) Madonna

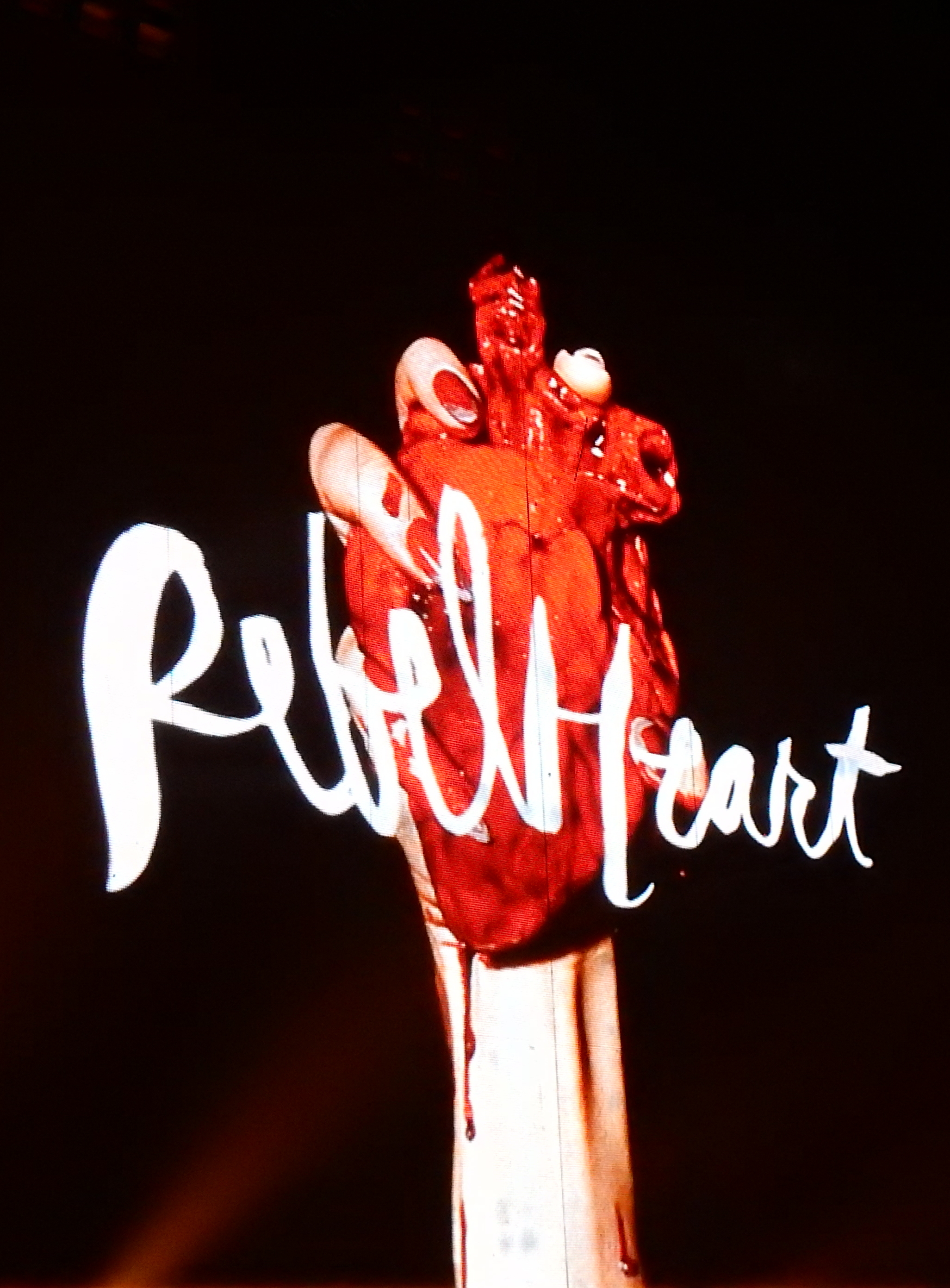
El cierre de su gira Rebel Heart Tour en Canadá. En esta era, Madonna se comparó con varios artistas como Picasso.

Son muchas las comparaciones que estudiosos de la cantante y una plétora de periodistas de arte y cultura han hecho sobre Madonna en relación con varios artistas y pintores, muchas veces agregando valía a su personaje-figura o en raras ocasiones, restándole valor. El pintor Alberto Gironella le dijo al artista plástico Rubén Bonet en una entrevista: «Buñuel, Bretón, Lowry, Joyce y Madonna, todos ellos están a la misma altura». La propia cantante dijo que prefiere tener una galería de arte que un estudio de cine o un museo, y que «preferiría ser Peggy Guggenheim a Harry Cohn». En 2015, se comparó con Picasso:

Me gusta compararme con otros artistas como Picasso. Él siguió pintando y pintando hasta el día que murió. ¿Por qué? Porque creo que se sentía inspirado para hacerlo. La vida lo inspiró y él tuvo que seguir expresándose. No creo que hay un tiempo, un día o una fecha de caducidad para ser creativo.

El crítico de arte John Walker dijo en su libro Art and Celebrity de 2003, que Picasso «fue un artista que cambió su estilo varias veces y así sirvió de precedente para las propias invenciones periódicas» de la cantante. Los académicos Douglas Kellner y Georges-Claude Guilbert la compararon con Laura Anderson Barbata y Cindy Sherman respectivamente. Con Sherman, el historiador y jefe de fotografía del museo MoMA, Peter Galassi, dijo que «hay sin duda una relación entre lo que ellas dos hacen». Walker también destacó el tema de Sherman, de quién mencionó: «Esto se debió a los estrechos paralelos entre sus proyectos artísticos; Madonna también adoptó una serie de roles y personajes ficticios que implicaron cambios drásticos de aspecto». Las comparaciones entre Frida Kahlo y la cantante también han sido recurrentes. En su libro Efecto Frida, la periodista de moda Susana Martínez Vidal «destacó que desde el comienzo de sus carreras, decidieron presentarse como ajenas a la corriente principal, y utilizaron sus aparentes desventajas para forjar sus personajes públicos».
Tobias G. Natter, director del Museo Leopold, destacó que «desnudez, sexualidad, traspaso de fronteras artísticas y escándalos marcaron la vida de Klimt y de Schiele, como también (estas características) juegan un papel en la creatividad de Madonna». La académica Pamela Robertson, la comparó con Andy Warhol y dijo que si bien influenció a David Bowie y Lou Reed, ella se convirtió en su «verdadera heredera». El académico Guilbert consideró que Warhol es «el padre virtual de Madonna». Lucy O'Brien también comparó la carrera y muchas de sus obras, con Warhol.
Fenton Bailey de la compañía World of Wonder comparó las obras y trabajo de Robert Mapplethorpe con los de la artista, mientras Kriston Capps de la revista Nueva York lo hizo con el clip «Vogue» en especial. El poeta mexicano José Emilio Pacheco vaticinó que Nahui Olin acabaría siendo como Madonna: «Sus pósteres llenarían paredes y su imagen se imprimiría en camisetas». Esta pintora mexicana fue descrita como la «Madonna mexicana» por Luis Martínez de la revista Being, pues era una mujer avanzada en su época en la década de 1930. El periodista Phoebe Hoban, dijo de Lucian Freud, «que no es más atractivo que Madonna, pero ha obtenido mejores críticas». Por otra parte, la artista argentina Marta Minujín se comparó con Madonna y periodistas de su país como Jorge Fernández Díaz de La Nación la llamaron «La Madonna del arte».

## Legado e impacto
En 2018, Stephanie Eckardt en un análisis para la revista W notó que «Madonna ha dado a conocer su impacto en el planeta Tierra de innumerables maneras en los 60 años de vida que lleva aquí». Pero destacó que no todo ha sido evidente, y esto incluye su influencia en el mundo del arte: «Su impacto mundial en él, se ha hecho casi enteramente entre bastidores», mencionó. Consideró que ella es «una influencer en secreto del mundo del arte». Kriston Capps de la revista New York también notó este punto y dijo que «se podría decir que Madonna ha estado dando vueltas por las esquinas del arte contemporáneo durante toda su carrera, o al menos ha cambiado su identidad más veces que Cindy Sherman». Es denominada de forma constante como la «Reina de la Creatividad». Un panel de críticos de arte como Daniel Molina, Graciela Speranza y Alicia de Arteaga la describieron como «la última artista universal» de la «última revolución del arte» que se ha dado desde la revolución industrial, y es en sí misma, una expresión multimedia que condensa la moda, la danza, la fotografía, la escultura, la música, el video y la pintura.
Una influencia directa de su parte en el mundo del arte, se pudo ver en su constante apoyo a las galerías Tate y al presentar el premio Turner de 2001. Según, Rosie Millard, corresponsal de arte para la BBC, la decisión por parte de la entidad en presentar el galardón en manos de la cantante, fue la «elección perfecta de Turner», pues «mientras Madonna se volvía más británica, Turner se volvía más internacional». Yuxtapuso muchos contextos en esto, como el incremento de boletos y la sensación que despertó en las personas, donde antes de sus apariciones «lo más notable que la mayoría de la gente tenía que decir [...] era sobre la obra Martin Creed donde exhibe pequeñas piezas de Blu-Tack». La revista argentina Trespuntos aseveró, que «es, tal vez, el signo de la entrada definitiva de las artes visuales a la cultura de masas». Situación similar en 1995, con la primera gran exposición retrospectiva de la obra de Modotti en el Museo de Arte de Filadelfia, su directora e historiadora de arte Anne d'Harnoncourt dijo: «Parecía una patrocinadora natural para una exposición que presenta a la artista a un público más amplio».
Su propio trabajo artístico —material discográfico, videoclips, actuaciones y demás apariciones culturales— han sido descritos como arte. De este punto, el académico Douglas Kellner insistió en que su trabajo puede ser leerse y entenderse como obras de arte, siendo más modernista que posmoderna. Al margen de esto, los autores de la Enciclopedia Gay también notaron que todo lo que ella hace puede ser considerado arte (arte pop). Varios autores la ven como una performance, como el caso del profesor de sociología Stanley Aronowitz, o Steven Klein, quién es además, para él, una «artista creativa». La propia intérprete dijo en una entrevista con Larry King para CNN en 1999, que sus cambios permanentes se deben a que lo suyo es el arte de la performance. También es considerada una artista visual. Fab Five Freddie, grafitero y comentador cultural que la conoció en sus inicios en los años de 1980, destacó que «ella es el ejemplo perfecto de artista visual». En palabras de la propia artista: «Soy mi propio experimento. Mi propia obra de arte».
A grandes rasgos, Alan McGee escribió en el The Guardian que Madonna, es en sí misma arte posmoderno y arte pop, «de la talla de la que nunca volveremos a ver». El Hunt de New Musical Express (NME) la describió como «icono del arte pop». BBC la llamó «musa del arte». Varios autores como el profesor John R. May la han descrito como una contemporánea «gesamtkunstwerk» (traducible como «obra de arte total»), y la revista Focus también escribió que es y sigue siendo una «gesamtkunstwerk». David Blaine la describió de la siguiente manera:

Quizás Madonna, el ícono, es en sí misma su mejor obra de arte; algo tan enormemente influyente como insondable, que nos une a todos. Ha proporcionado la banda sonora, todas las sensibilidades que ha informado, confundido, desafiado, provocado y luego vuelve a imaginar de nuevo, todas las nociones de belleza de un artista [...] con su álbum número 13, está alcanzando un nuevo nivel de arte, creatividad y quizás, identidad. Incluso, mientras vuelve a reinventarse, sigue siendo una obra maestra.

### Arte pop, comercial y liberal
Las autores Stephanie Eckardt y Marissa Muller de W, consideran que es pionera en el cruce que ha tenido el pop con el arte, especialmente por su cercanía con personas como Warhol, Haring y Basquiat en la escena cultural de Nueva York de los años de 1980. Eckardt justificó seguido, que la cantante se ha esforzado en llevar el arte a la corriente popular y llevarlo también a las calles. Por su parte, Morton escribió que su éxito creativo se ha caracterizado por su genio para hacer que la vanguardia sea aceptable para el público en general. Muller, en su artículo también describió que antes que muchas celebridades fueran llamadas «artistas», estaba Madonna, quién además, obras como Artpop de Lady Gaga no existirían sin ella.
Su posición fue descrita por los autores de la Enciclopedia Gay de la siguiente manera: «Ninguna artista ha hecho tanto por empujar las fronteras de la música pop hacia el mundo del arte, ninguna ha sido tan irreverente con las reglas que supuestamente la regulaban, ninguna ha abrevado tanto». El biógrafo Leo Tassoni dijo que «convirtió el exhibicionismo en una de las bellas artes». Los consultores y expertos en mercadeo Philip Kotler y Kevin Lane Keller concluyeron que artistas como ella, son verdaderas obras de arte en sí misma dentro del mundo del marketing. La autora Lucy O’Brien en su libro Madonna: Like an Icon explicó que el antecedente a esto, fueron los años de 1980, cuando los artistas pop se convirtieron en marcas, siendo Madonna la primera en explotar esto. Destacó la portada del álbum True Blue (1986), donde la cantante «hizo explícita la conexión entre Warhol y ella misma, así como el vívido nexo entre el arte pop y el comercio». Al igual que Lucy, Simon Frith, especialista en sociomusicología, destacó que la importancia de, primero, David Bowie y luego Madonna, fue tanto que se ubicaron en el mundo del arte —y la moda— más que el proceso de venta en sí mismo.

### La «Fridomanía» y popularización e influencia en otros artistas

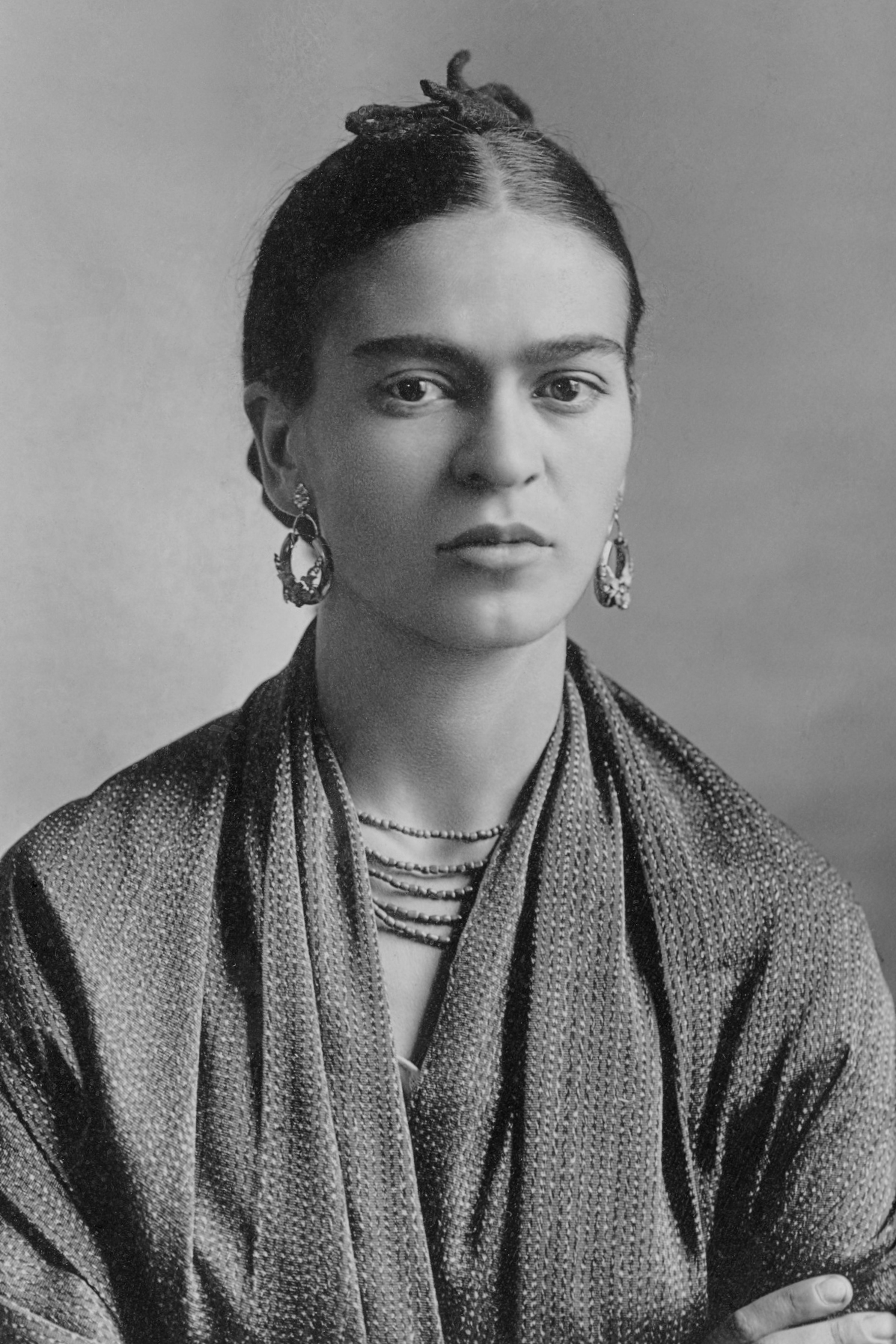
Según varios críticos e historiadores de arte, las constantes referencias de Madonna a la vida y obra de Kahlo (imagen) la han convertido en una celebridad póstuma en el dominio de la historia del arte y la cultura popular.

La fascinación de Madonna por varios artistas ha despertado un interés en la población mundial y en sus oferta y demanda del comercio del arte. El periodista musical Ricardo Pineda, dijo en este punto a la EFE, que su interés por artistas como Kahlo, «funciona especialmente para los legados de las personas a las que menciona y homenajea». Otras de ellas ha sido Lempicka, quien además, con el videoclip de «Open Your Heart», la cantante mostró que tiene clara de que sus habilidades curatoriales tienen una gran influencia en la cultura pop moderna. El crítico de arte John Walker mencionó que «ella es una intelectual culta» y una observadora (aguda) de las tendencias en el arte y la cultura etc. Algo que para ciertos autores, sino fuera por ella, muchas personas serían más ignorantes en temas de cultura y obras underground de «artistas que merecen ser conocidos y más compartidos, así como apreciados».
Los críticos e historiadores de arte han estudiado el impacto en especial, del gusto de Madonna por la vida y trabajo de Kahlo. La cantante sirvió como precursora y dio inicio a la «Fridomanía» mundial como lo explican varios medios o la historiadora de arte mexicano, Teresa del Conde; algo que para el crítico Walker, la promoción por parte de la artista en la pintora, la convirtió en una celebridad póstuma no solo en el dominio de la historia del arte, sino también en la cultura popular. Según Louise Baring de The Guardian, Madonna hizo de Frida, una artista querida por los coleccionistas. Karina González Ulloa para la revista Vogue también lo notó y dijo que «las piezas de ella no fueron tan reconocidas hasta los noventa, momento en el que se conoció la "fridomanía, donde cobra mayor fuerza cuando Madonna usa su imagen, ya que comienza a comprar [sus] obras y es lo que la gente conoce actualmente, y por ende, su obra en este momento histórico comienza a tener un gran valor monetario y cultural». En una referencia de antaño, la historiadora de arte, Janis Bergman-Carton en su libro Strike a Pose: The Framing of Madonna and Frida Kahlo describió este simbosis de la siguiente manera:

La conexión entre Madonna y Kahlo es principalmente una táctica de publicistas de Hollywood, empresarios del mundo del arte y de Madonna misma, para explotar un dispositivo de publicidad antiguo y confiable: El código de validación artista/celebridad. De esta forma, Kahlo es considerada una mejor artista porque su trabajo es recopilado por Madonna, y Madonna es considerada una celebridad más seria y respetada porque ella colecciona obras de Kahlo. La reciprocidad resuena en taquillas, museos, compañías discográficas y el mercado del arte.

En su detallado análisis notó que desde 1990, los reportajes periodísticos sobre ambas mujeres se convirtieron en algo «estándar». Aunque bien notó, que la interpenetración de los dominios del arte y de las celebridades tiene una larga historia en la cultura occidental, que se remonta al renacimiento y que en los últimos treinta años, ha sido un aspecto importante en las artes visuales. Figuras como Alejandro Gómez Arias, quien fue novio de Frida, también se hizo célebre gracias a Madonna.
Aldo Díaz, diseñador gráfico, artista visual y fanático de la cantante que trabajó para ella en varias obras a partir del disco Rebel Heart, destacó en una entrevista a la revista Shock, que desde la era Ray of Light (1998) notó la influencia de la intérprete en las artes y de cierta manera, lo inspiró y se convirtió en diseñador gracias a ella. El escritor Francesco Falconi, quién publicó un libro sobre Madonna, escribió en él, que el «arte visual de la cantante» le ha inspirado desde que emprendió su carrera en las letras desde el año 2005. El artista argentino Grillo Demo, destacó como un momento cumbre en su carrera, cuando la cantante compró tres de sus obras en la galería David Gill de Londres.

### Pionera y precursora del videoarte musical
| Los conceptos de los videos de Madonna permitirían a Lady Gaga y Björk tener sus propias conciencia artísticas. Aunque no puedan superarlos y continuamente intentan igualarlos, nunca repetirán el momento en que la conexión de Madonna con el zeitgeist se volvió histórica.—Armond White, crítico de arte, cine y música. |

Un punto muy notado por los comentaristas es que Madonna es pionera del videoarte musical. Como lo explica el crítico de arte, música y filmes, Armond White para la revista Out: «Madonna popularizó el video musical», y lo convirtió en una forma de arte memorable y expresiva. Junto a Michael Jackson, crearon visiones personales que expandieron el potencial artístico del género. Hoy día, muchos artistas los usan como puntos de referencias para sus propios videoclips, donde les rinden tributo como musas del arte pop. El crítico también destacó que con los videoclips de la cantante, el movimiento modernista del mundo del arte se convirtió en posmoderno.
Jefferson Hack, cofundador de la revista Dazed destacó la elaboración de videoclips cortos por parte de la cantante. Considera que con ellos, se convierte en una artista multidimensional, siendo, «sin lugar a dudas, la estrella del video corto del siglo xxi y que lo eleva hasta las bellas artes». «Bedtime Story» es un ejemplo cumbre, pues fue incluido en una exposición permanente en el museo de MoMA, y también en el Museum of the Movin Image de Londres. En 2013, parte de su videografía fue exhibida en una exposición del Museum of the Moving Image de Nueva York. Según el biógrafo Andrew Morton, sus filmes han sido exhibidos en museos alrededor del mundo como modernas piezas de arte.

## Representaciones de Madonna en el arte
N.B.: En esta sección solo se incluyen algunos ejemplos.

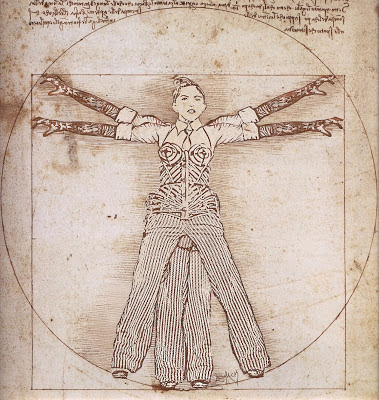
Una representación artística de Madonna como el Hombre de Vitruvio.

La imagen de Madonna ha sido inspiración para artistas visuales o pintores y derivadas en múltiples obras de arte, así como diversas expresiones artísticas. En 2004, se publicó el libro Madonna in Art (En español: Madonna en el arte) descrito por el autor —quién es fan de la artista y de las artes— «como una celebración a la 'diosa del pop' en cada etapa de su carrera, como prueba de su impacto global único», donde presenta más de cien obras de artistas de 23 nacionalidades, entre ellos, Andrew Logan, Bruni, Sebastian Krüger, Al Hirschfeld, Donna Lief y Peter Howson.
En 1992, Judith Lowry se inspiró en La Virgen de las Rocas para su lienzo Sacred Conversation: American Pantheon que tuvo como protagonista a Madonna. En 2001, Anh Duong la pintó y tituló su obra Diane von Fürstenberg. Trisha Baga es una artista que se ha inspirado constantemente en la cantante, considerándola como una de sus favoritas. En 2011, creó la obra Madonna y El Niño donde incluyó varias presentaciones de la intérprete. El mismo año, una obra de un arcángel con el rostro de la artista fue exhibida en la Escuela cuzqueña. El artista del grafiti, Alec Monopoly hizo una obra sobre ella y la presentó en una exposición en 2013.
En 2014, unas 46 piezas inspiradas en ella y Marilyn Monroe fueron expuestas en Brasil para conmemorar en el mes de agosto, el 52 aniversario de la muerte de Marilyn Monroe y el 56 aniversario del nacimiento de la cantante. Se trataban de pinturas acrílicas, collages, imágenes de computación gráfica y tejidos. En 2015, Jonathan Harris pintó a la cantante en un evento de arte sobre música de los años 1980. Ese mismo año, se exhibió en el Centro Cultural Matucana 100 la galería «De madonna a Madonna» donde reunía obras de unos 40 artistas y mostraba a figuras desde la Virgen María hasta la cantante, donde el término madonna se suscribe mayoritariamente en ella en estos tiempos. El eje central de esta exhibición fue mostrar la historia de la mujer en muchos ámbitos de la sociedad y el arte.
En 2016, apareció una obra de arte anónima en Roma, con la imagen de la cantante en referencia a la Virgen María. Mónica Bernabé de El Mundo mencionó que la obra podía convertirse en un atractivo turístico de la ciudad si el motivo fuese dejarla. El mismo año el artista filipino Eisen Bernardo mezcló pinturas clásicas con discos como los de Madonna. En 2017, el artista Mateo Blanco, creó cuatro imágenes bidimensionales y de arte cinético como parte de su exhibición «Desire» llevada a cabo en el Artspace in Richmond, Virginia. Blanco confesó admirar a Madonna y dijo de ella: «Ha despertado diferentes tipos de deseos en las personas durante décadas». La exposición fue elogiada por los medios y pintores como el cubano Tomás Sánchez.
En 2018, el artista Pegasus creó un mural en Londres de la cantante y dijo que siempre la escucha mientras trabaja y agregó que su trabajo «tiende a tener elementos de su carácter». En 2019, Mikel Belascoain creó el Madonna 1986, un proyecto expositivo en un edificio que contiene cinco piezas inspiradas en la cantante, que según el autor, es una «reflexión acerca de los límites entre la superficialidad y la apariencia de las cosas y lo que entendemos por intelectualidad». Mikel mencionó que «como artista, me interesa mucho más Madonna que Duchamp».
Su imagen y semejanza ha sido representada en varios museos, especialmente en los Madame Tussauds de los Estados Unidos, donde en repetidas ocasiones han intentado actualizarlas. También hay varias obras de ella en la National Portrait Gallery de Londres. En 2001, se creó una exposición en España emulando un museo para representar las principales etapas de la cantante. Tras ser incluida al Salón de la Fama del Rock, el diario Faro de Vigo la nombró «ídolo de museo» y Justin Timberlake mencionó que ella no es «ninguna pieza de museo antigua».

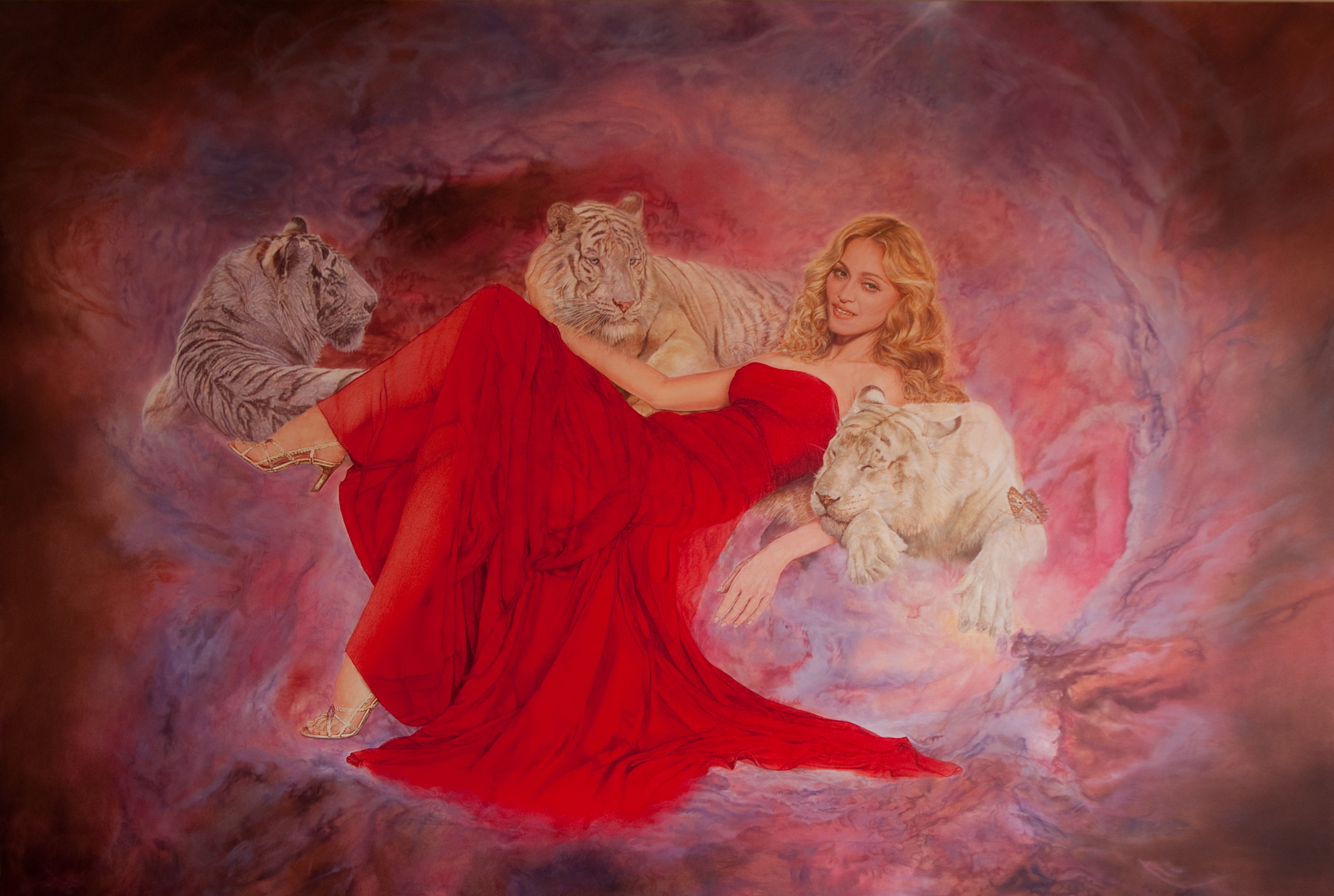
Madonna por el pintor Oscar Casares
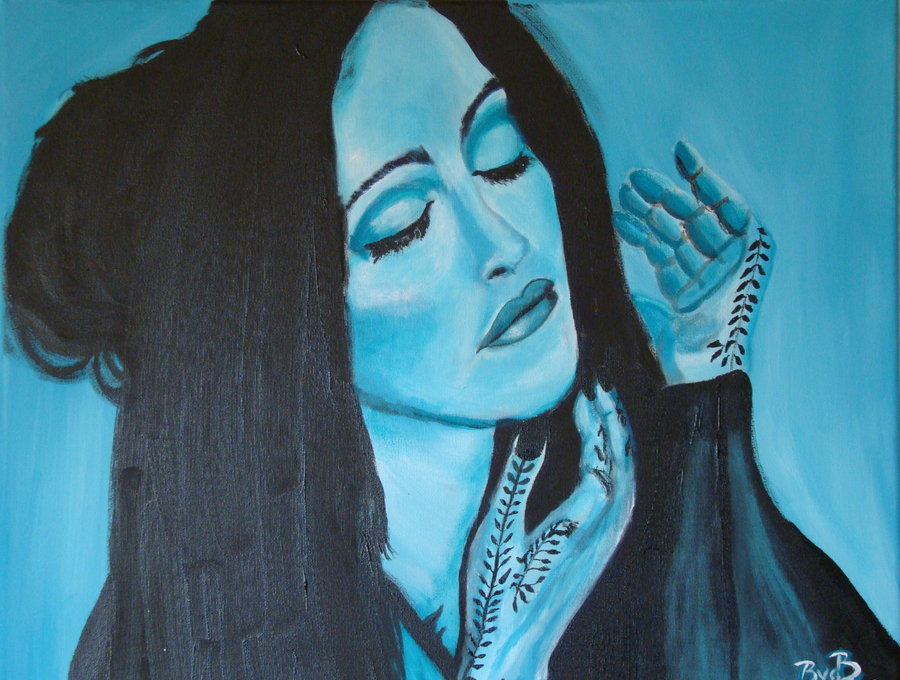
Un fanart alojado en DeviantArt inspirada en el videoclip «Frozen»
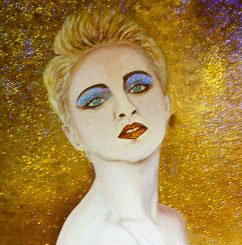
Madonna por Joe Sioufi inspirado en el álbum True Blue
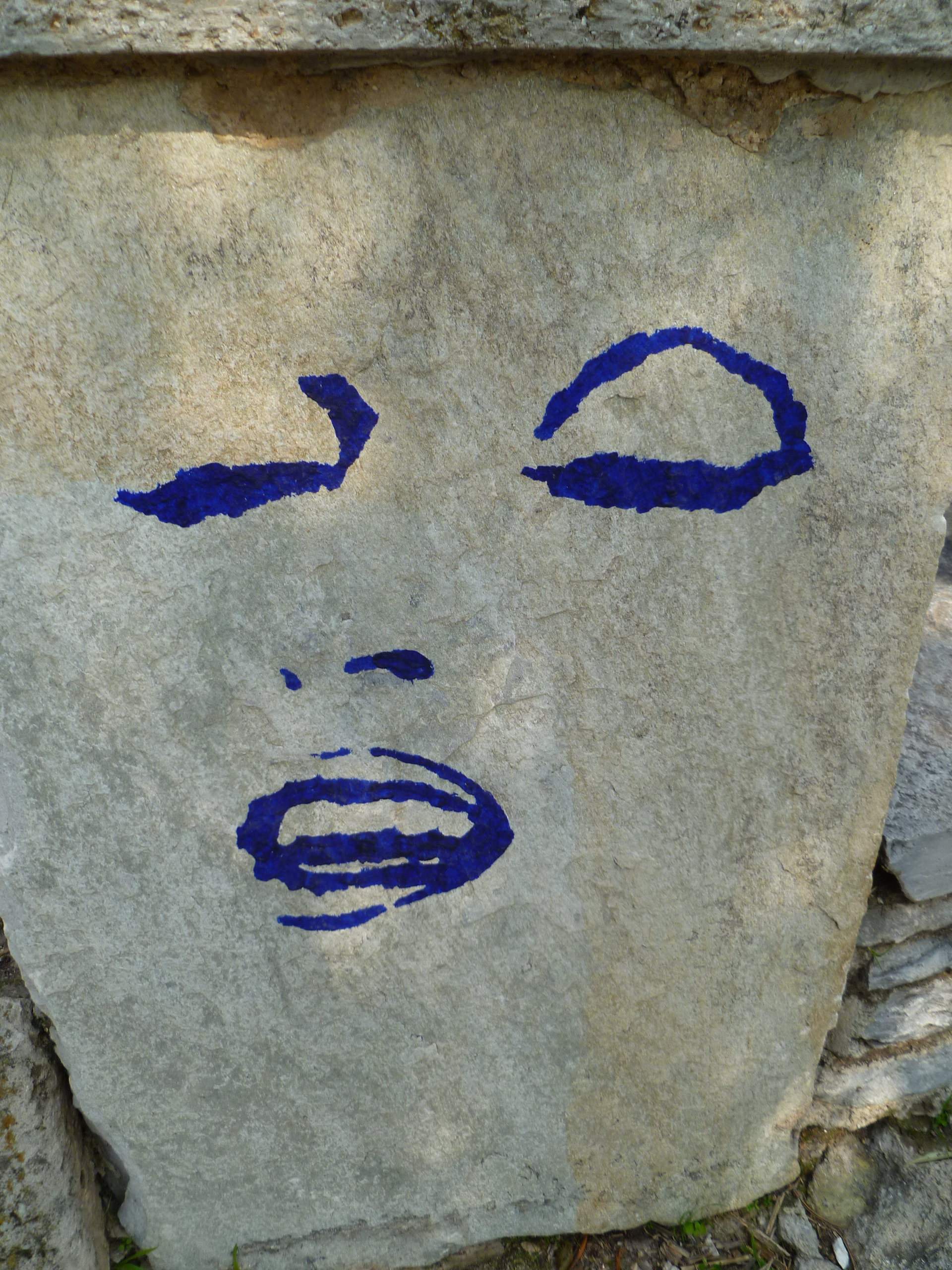
Arte urbano inspirado en la portada del álbum Erotica (1992)
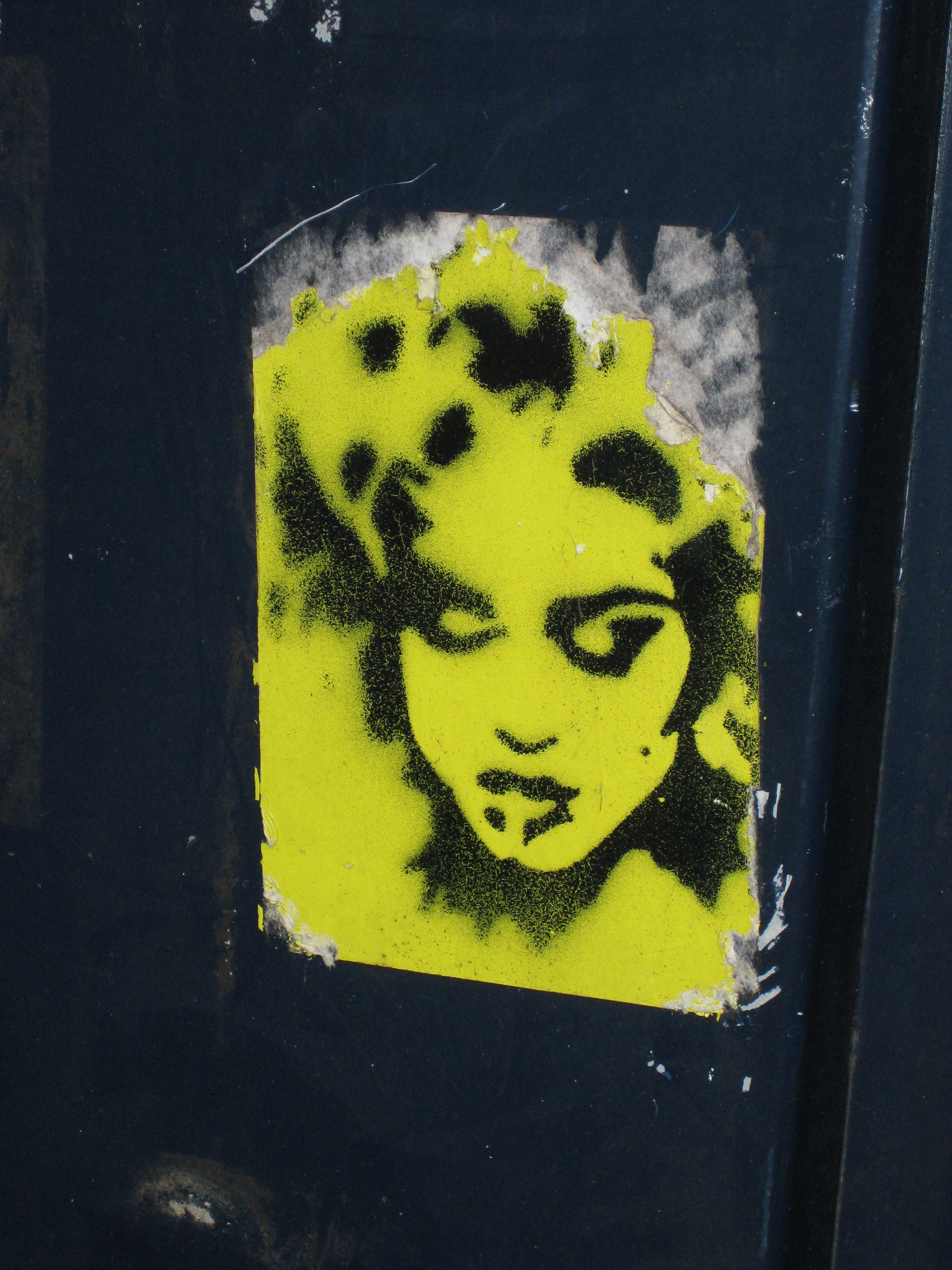
Otro arte callejero inspirado en Madonna
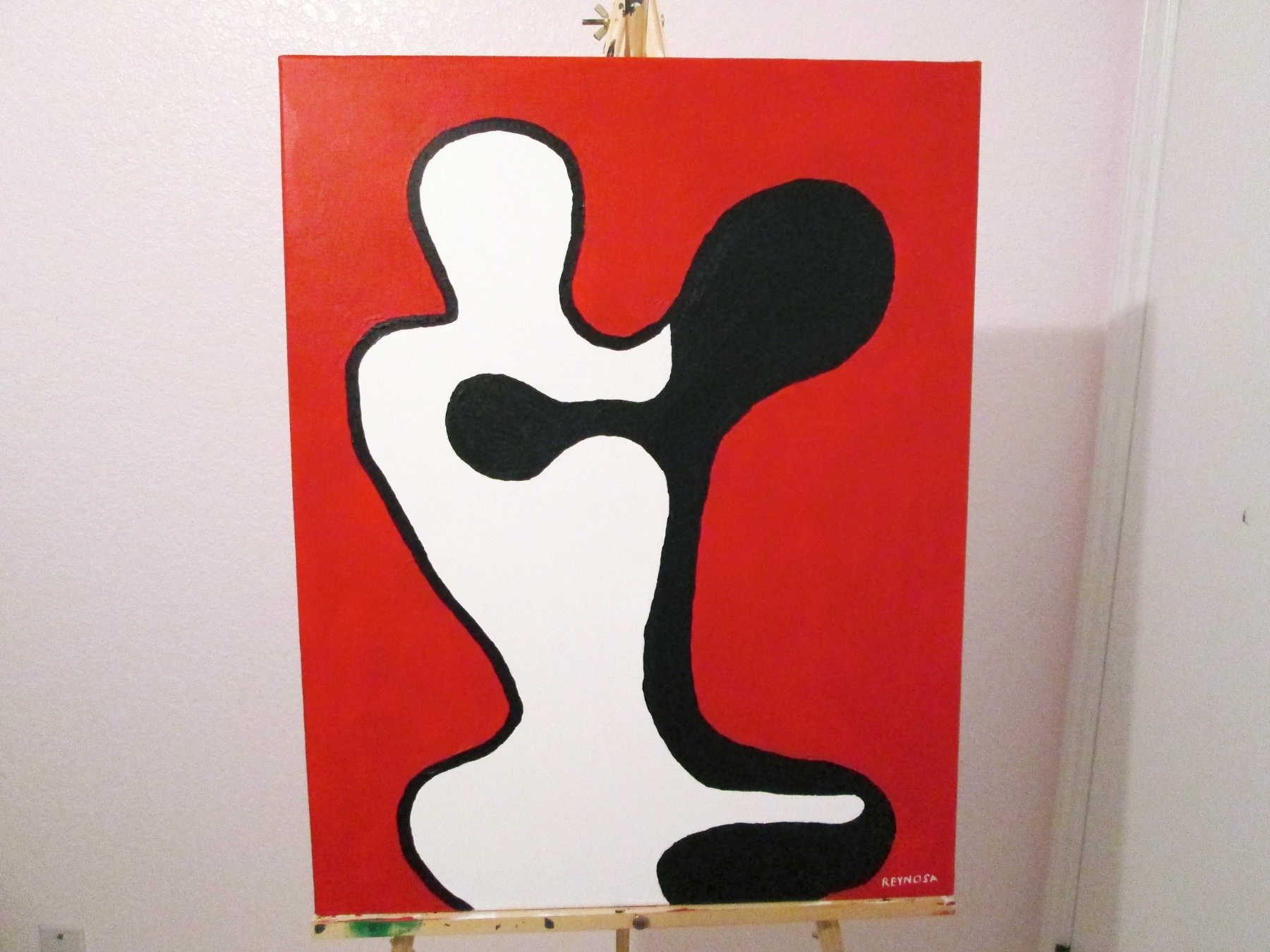
Madonna y Dios representando la cábala, autoría de Peter Reynosa
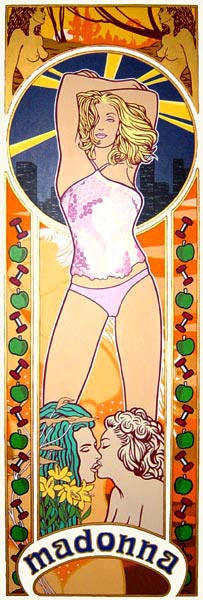
Madonna por el pintor Paul Harvey
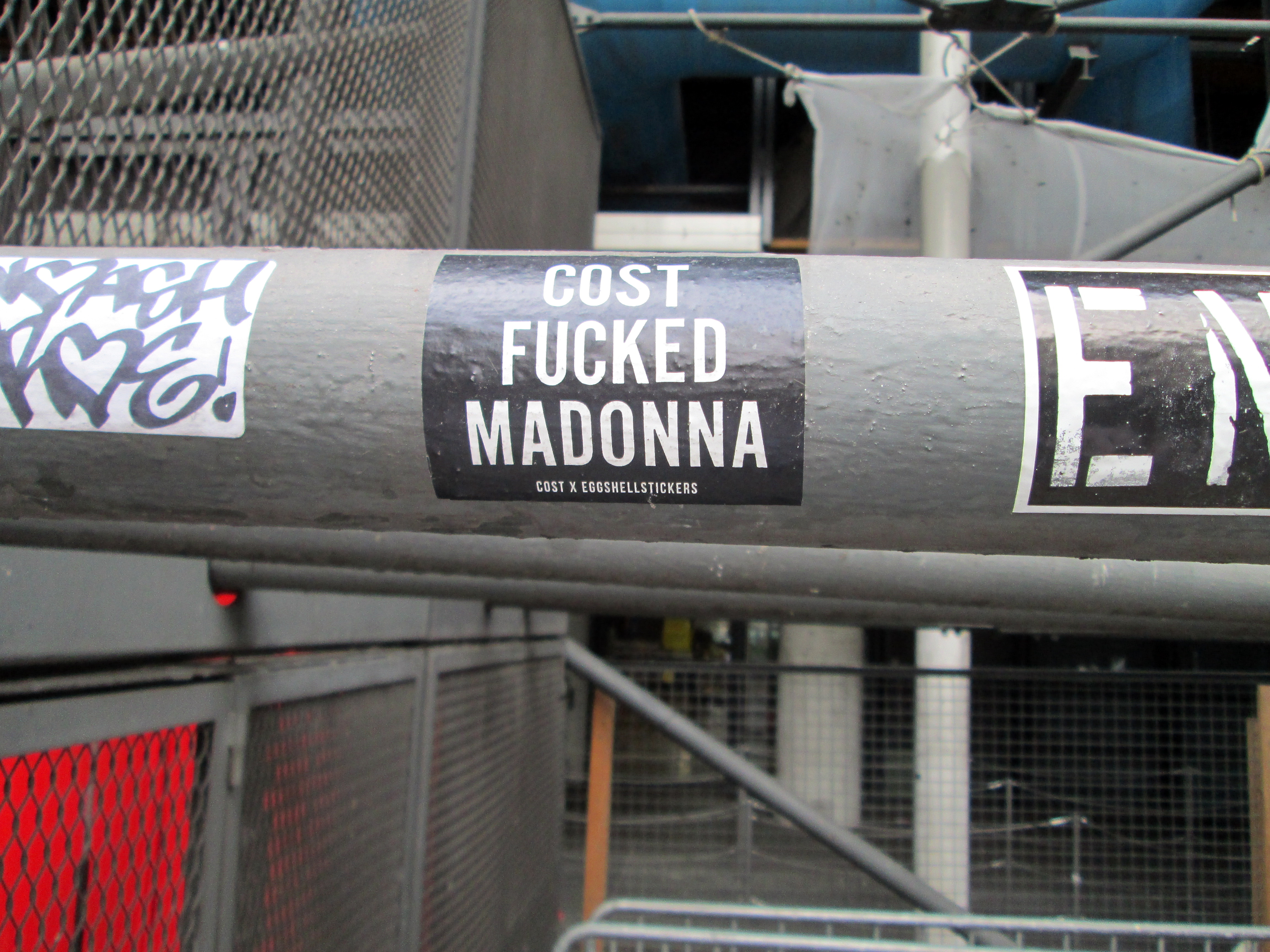
Un wheatpaste hecho por el grafitero, Adam Cost
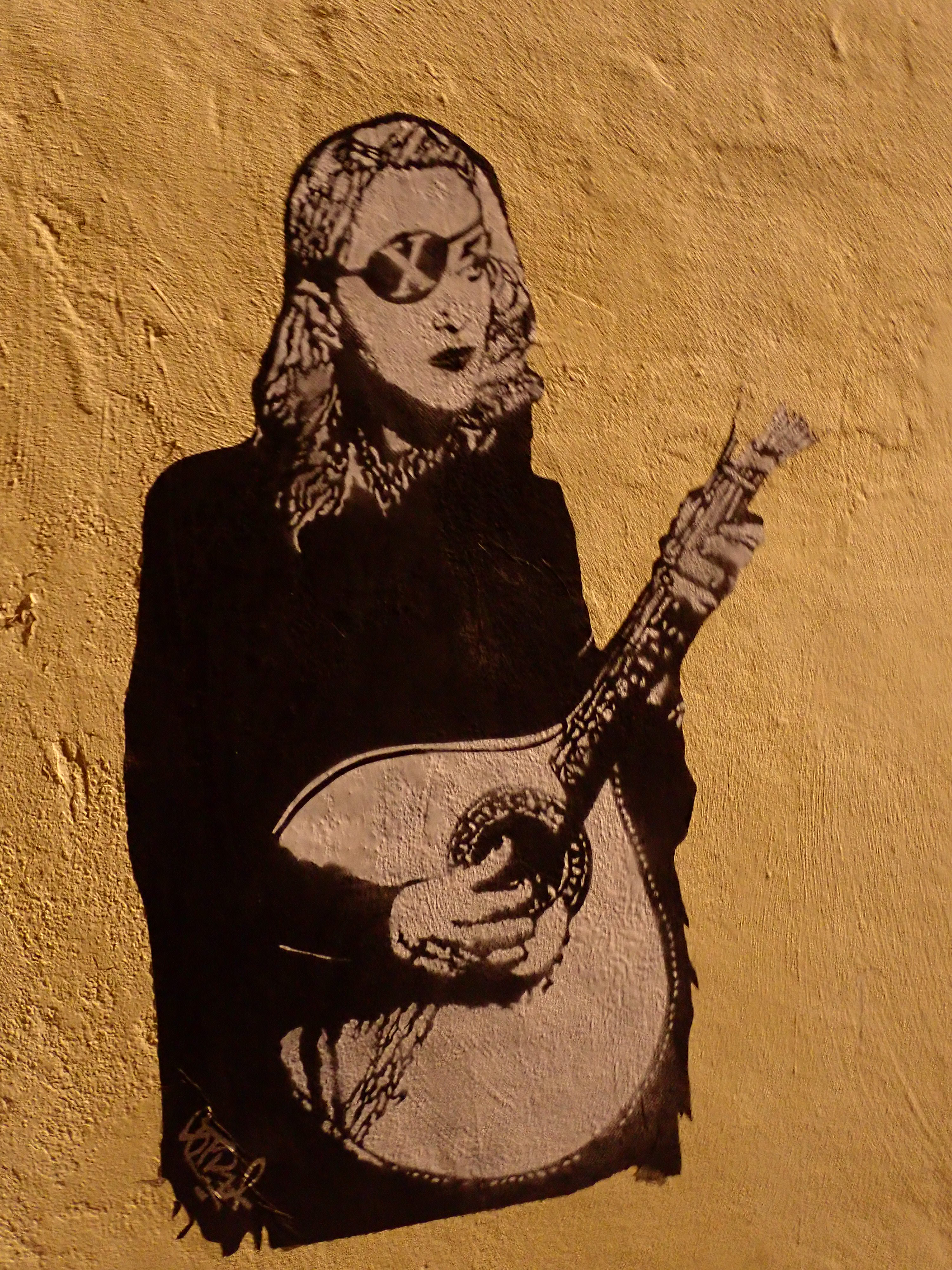
Grafiti en Lisboa, Portugal firmado por un autor llamado «Andy Blackledge»
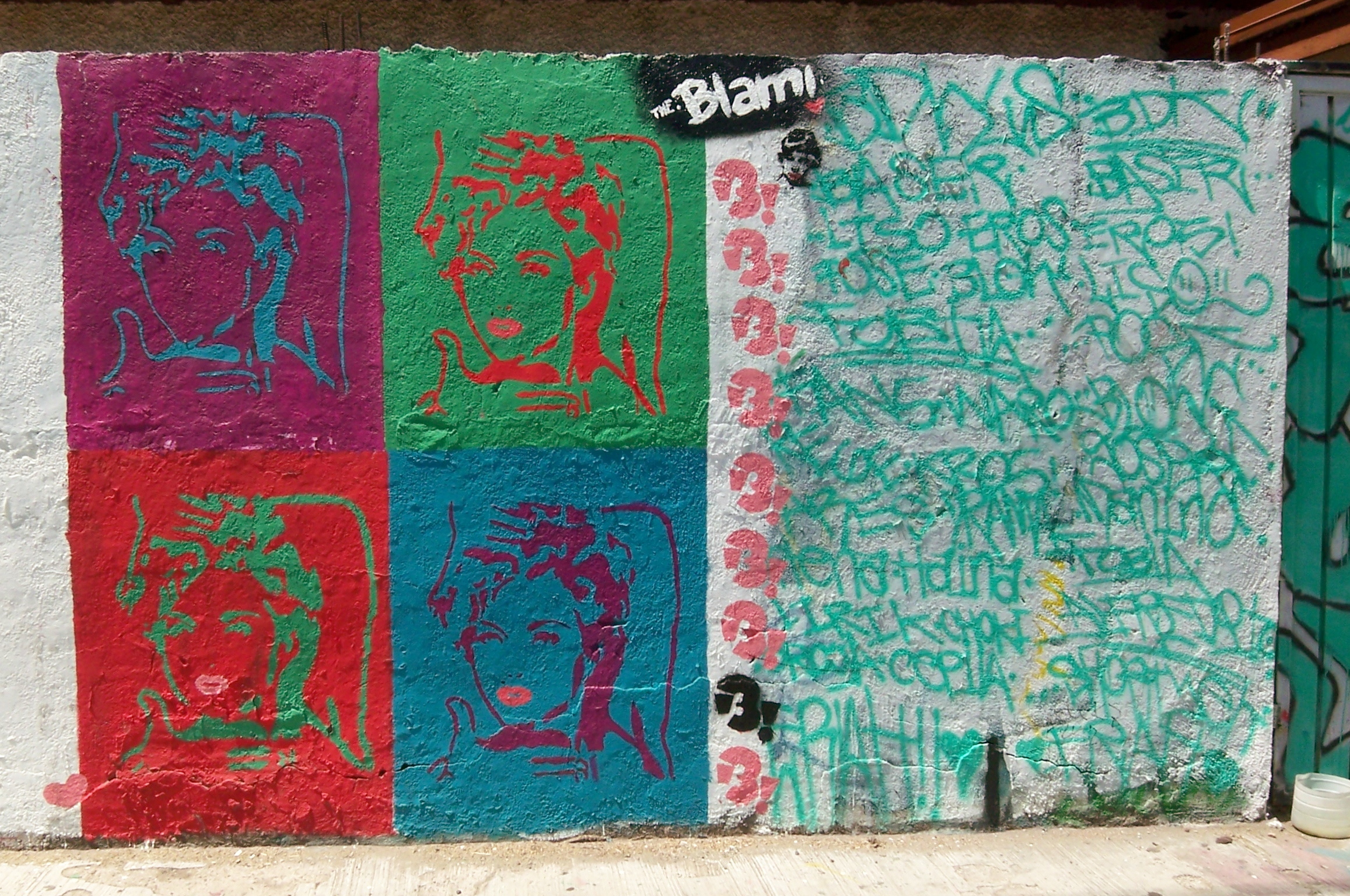
Grafiti estilo arte pop en México
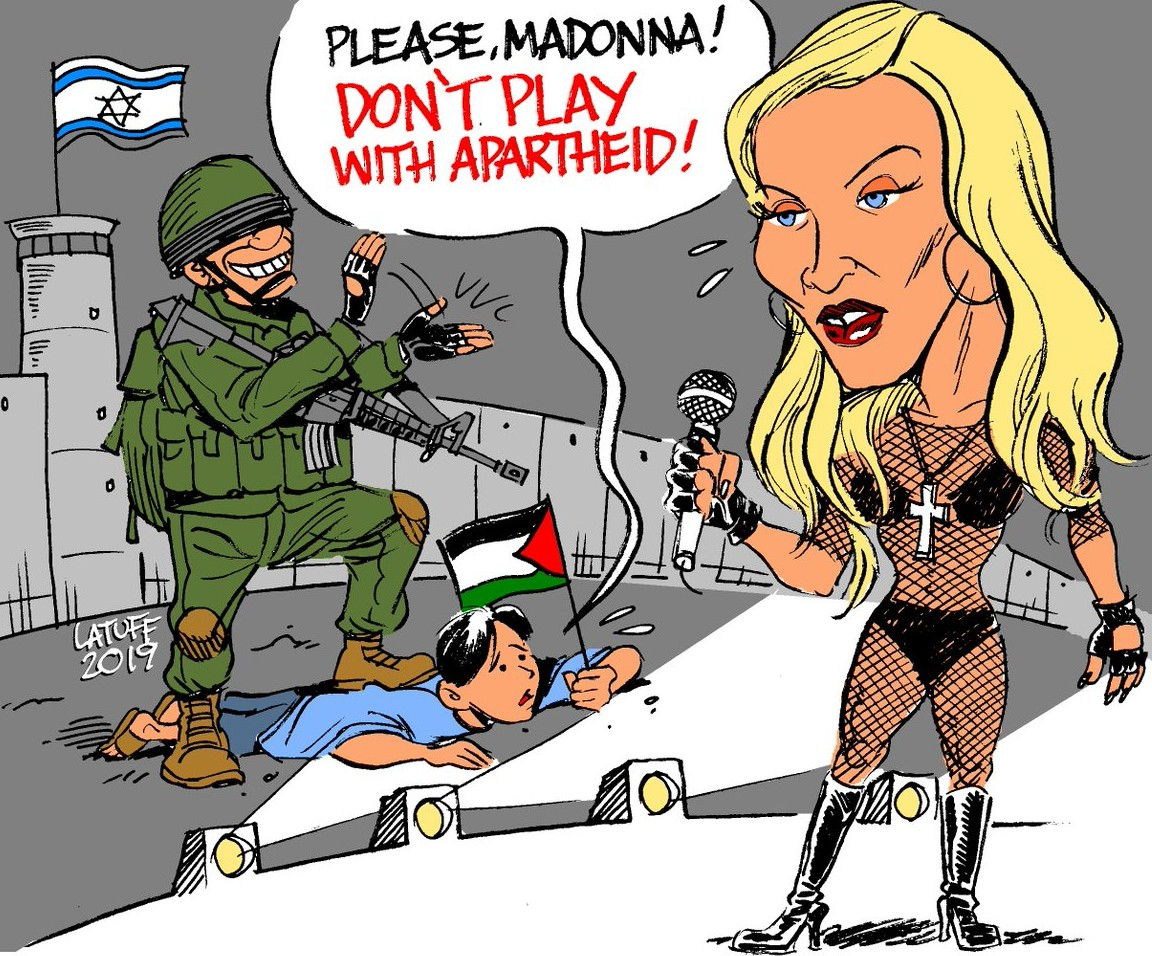
Grafiti con tinte político de Carlos Latuff
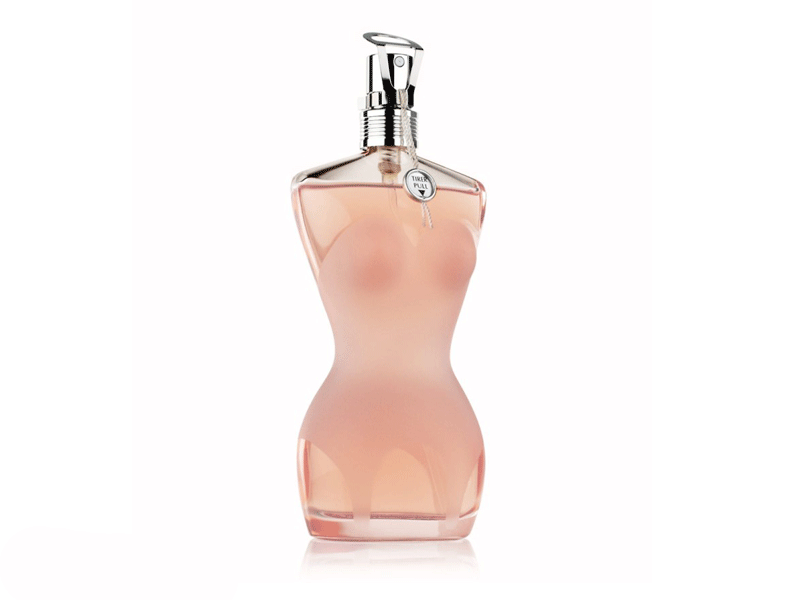
Botella de perfume de Jean-Paul Gaultier inspirado en Madonna

### Los casos de Alberto Gironella y Peter Howson
Alberto Gironella fue conocido en sus últimos años por una casi excesiva obsesión que tuvo hacia Madonna, de quien consideró su «alma gemela». Esta influencia-obsesión fue descrito por el pintor de la siguiente manera:

Madonna es la belleza convulsiva; es la duda. Una sensación del pecado que me ha apabullado y cada día la seducción se convierte en algo enfermizo. Madonna me causa desazón, es como una pesadilla, the nightmare; la yegua de la noche a la que deseo y detesto, quiero y odio al mismo tiempo. Me ha ganado. Es decir, me pasé de dosis. Creo que me he comprometido a tal grado como artista que mi obra gira en torno a ella. Obviamente que la quiero, es más, la adora, estoy dando mi pellejo, mi vida, a veces mi patria por ella.

Su obra en los últimos años de su vida, estuvo dedicado e inspirado casi exclusivamente en la cantante. En 1991, fue invitado a una exposición retrospectiva de André Bretón, donde dijo: «Viva Madonna; el surrealismo no ha muerto». Para homenajear a Marcel Duchamp, creó La ambición rubia donde la pintó y la colocó junto a un urinario, vestida con un corsé para hacer la simbiosis a una de las obras de Kahlo. La vistió como Cristóbal Colón en uno de sus trabajos, con el fin de conmemorar los 500 años del descubrimiento de América. También hizo un collage a su semejanza en su exposición «Trampantojos o la verdadera historia del disparate». En 1994, el artista llevó a cabo «Más que pop, Madonna es la única surrealista» en donde expuso en seis proyectores varias imágenes, videos y algunos musicales sobre ella. En 2004, en una presentación retrospectiva, se dedicó una sección especialmente al trabajo que realizó sobre la intérprete en la exposición «Alberto Gironella. Barón de Betenebros» exhibida en las Palacio de Bellas Artes de la Ciudad de México.
Peter Howson es otro artista que retrató a Madonna en múltiples ocasiones en sus pinturas, por lo que obtuvo una atención mediática sin precedentes para su trabajo como artista, especialmente por haberla pintado desnuda y con simbolismo bíblico; si bien, solo fue producto imaginativo del autor, ya que la cantante nunca posó desnuda para él. En 2002, el diario The Scotsman habló en un artículo en cuestión, donde también notó que dos de sus pinturas sobre ella fueron las más caras en la exhibición llevada a cabo en Escocia en ese año, propuestas por más de $100 000. La recepción a estas obras sobre la cantante, fueron criticadas por los medios; el periódico mencionado dijo que mostró a una Madonna con una hagiografía un tanto inusual para ella, y consideró una de estas como «posiblemente la pintura más ridícula jamás creada por un importante artista escocés».
Elizabeth Mahoney de The Guardian notó también, que incluso antes de comenzar la exposición, la gente hablaba de las obras como voyerismo y algo para sacar provecho con el fin de «resucitar una carrera 'abanderada' al aferrarse de la fama de otro». Según Howson, considerado por los medios como «el principal pintor escocés», dijo en 2002, que las imágenes que realizó eran con la intención de representarla como una persona poderosa y carismática, además de reflejar en ellos, su educación religiosa y mostrar su lado bueno, maternal y a la vez, «su lado sucio y malvado». También mencionó que era un tributo a ella, donde no había intención de crítica ni tampoco de mofa.
En 2005, volvió a pintarla en Madonna & Guy donde la retrata embaraza, desnuda y reclinada contra su entonces esposo, Guy Ritchie. En 2009, este lienzo alcanzó un precio récord para una obra de él. Si bien no se reveló nombre del comprador ni el precio al que fue vendido, la casa de subasta McTear de Glasgow, señaló que la obra alcanzó un precio de reserva de $15 000. Según un reporte de Art Daily, la obra atrajo en su tiempo muchas críticas y fue objeto de una enorme atención internacional de la prensa y los medios; seguido de la conferencia de prensa por parte de la casa de subastas, donde atrajo equipos de filmación de televisión y las agencias de noticias y de fotografía más grandes e influyentes del mundo. Cuando trascendió la noticia en 2008, que la Iglesia Católica pidió a Howson pintar el que sería la mayor obra de arte encargada en Escocia desde el siglo XVI, la agencia de noticias Reuters mencionó que este artista, quizás era reconocido por pintar desnuda a la cantante.

### Complementaria
- "La cantante Madonna dio el último empujón a la "Fridomanía" adquiriendo dos de sus obras" (Artes de México; Guía de la estación, pág. 112. Temas 10—12. 1990)
- "[...] Kahlo fue lanzada por Madonna en los 80" (Caretas; Un Cuerpo en llamas, edición N.º 2498. 27 de julio de 2017)